# 一级方程式赛车历史

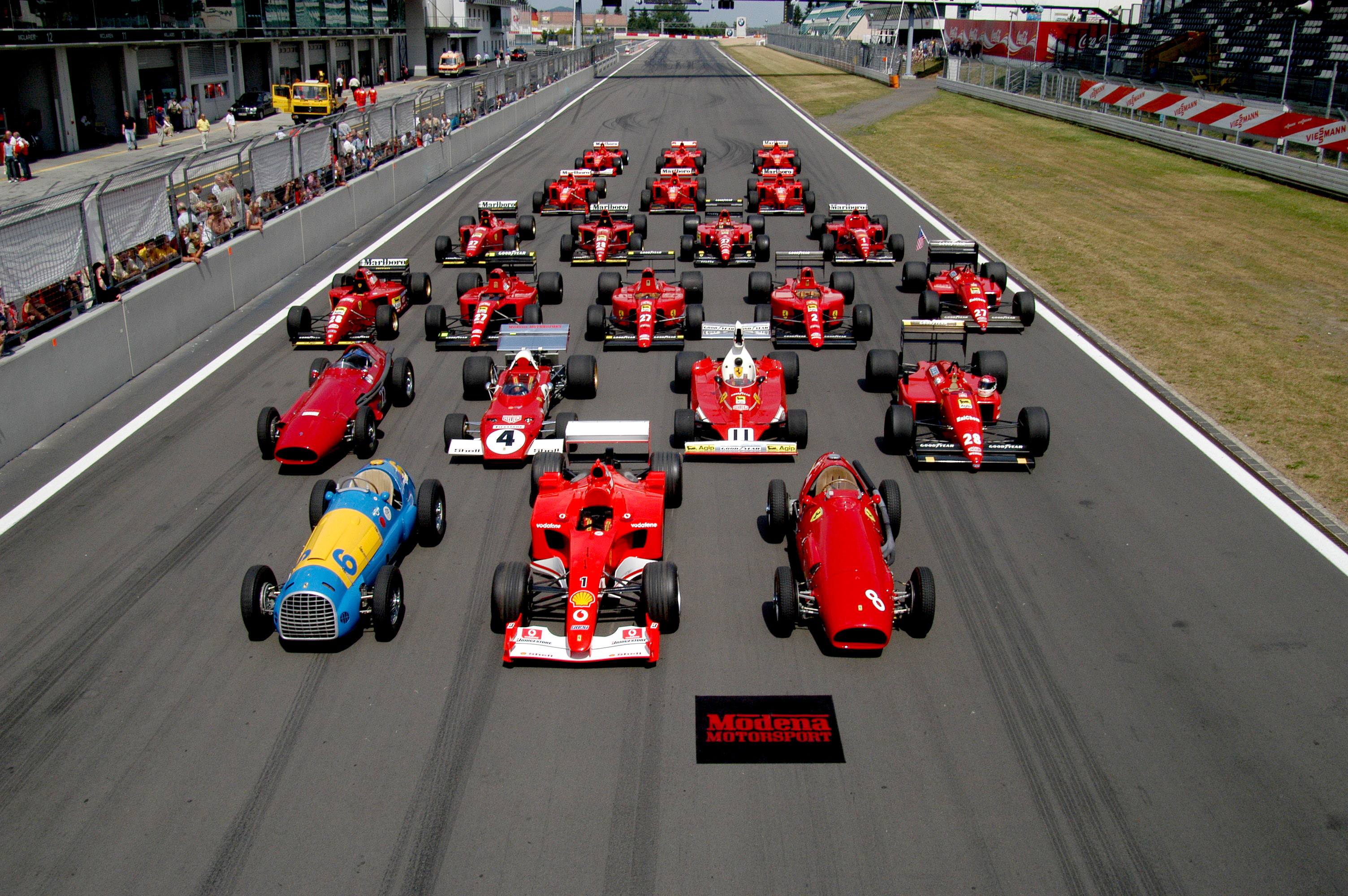
法拉利车队的F1赛车（1950-2005）

一级方程式的历史可以追溯到20世纪20和30年代间的欧洲格兰披治大赛。国际汽联（FIA）制定了一系列的标准化的规则标志着一级方程式的开始。1950年诞生了第一位车手世界冠军——埃米利奥·朱塞佩·法里纳。这项运动的发展历程和它的赛事规则发展基本上是同步的。虽然世界錦標賽冠军一直是该项运动的主要焦点，然而非世锦赛赛事仍然举行了许多年。但是由于运营成本不断地上涨，大量的非世锦赛赛事逐渐被取消，最后一场非世锦赛赛事发生在1983年（国家级的大奖赛在20世纪60和70年代在南非和英国较为广泛地存在）。

## 早期岁月
1946年国际汽联下属的体育国际委员会（Commission Sportive Internationale，简称CSI，是FISA的前身）第一次对F1进行了一些规定，作为在世界各地的赛车运动，成为有效在1948年的单人座赛车类别。F1最初并没有官方名称，人们称他为A级方程式（Formula A）、I级方程式（Formula I）或一级方程式（Formula 1），因此规模较小的被称为B级方程式（Formula B）、II级方程式（Formula II）或二级方程式（Formula 2）。但是当500ml级的比赛被广泛地稱為三级方程式（Formula 3）而非C级方程式（Formula C）时，其它三个国际方程式比赛也就被“官方”命名为一级方程式（Formula 1）、二级方程式（Formula 2）、三级方程式（Formula 3）。
最初，方程式赛车的规则广泛地依靠战前对引擎的相关规定。这一规定希望可以维持增压发动机和自然吸气发动机之间的平衡。规则允许配备4.5升自然進氣引擎的战前大奖赛赛车和配备1.5升增压发动机的战前大奖赛赛车同场竞技，但是配备3升增压发动机的战前大奖赛赛车不被允许参加比赛。在新规则的要求下举办的的第一场比赛是举办于9月1日的1946年都灵大奖赛，比赛获胜人是驾驶阿尔法·罗密欧 158的阿希尔·瓦尔兹。
一开始，赛事并未向车手或车队提供冠军的荣誉。在早期的几年间，虽然很多比赛并不被认为是重要的，但是欧洲每年大约仍会举办20场赛事。最具竞争力的汽车来自意大利，特别是阿尔法·罗密欧。战前的赛车英雄例如阿希尔·瓦尔兹、让·皮埃尔·维米勒和塔吉奥·诺瓦拉里结束了他们的赛车事业，但是像阿尔贝托·阿斯卡里和胡安·曼努埃尔·范吉奥这样的优秀赛车手逐渐走向了他们的事业巅峰。

## 意大利汽车制造商统治阶段和梅賽德斯·奔驰短暂而辉煌的F1历程（1950--1957）
请参见阅1950賽季、1951賽季、1952賽季、1953賽季、1954賽季、1955賽季、1956賽季、1957賽季.

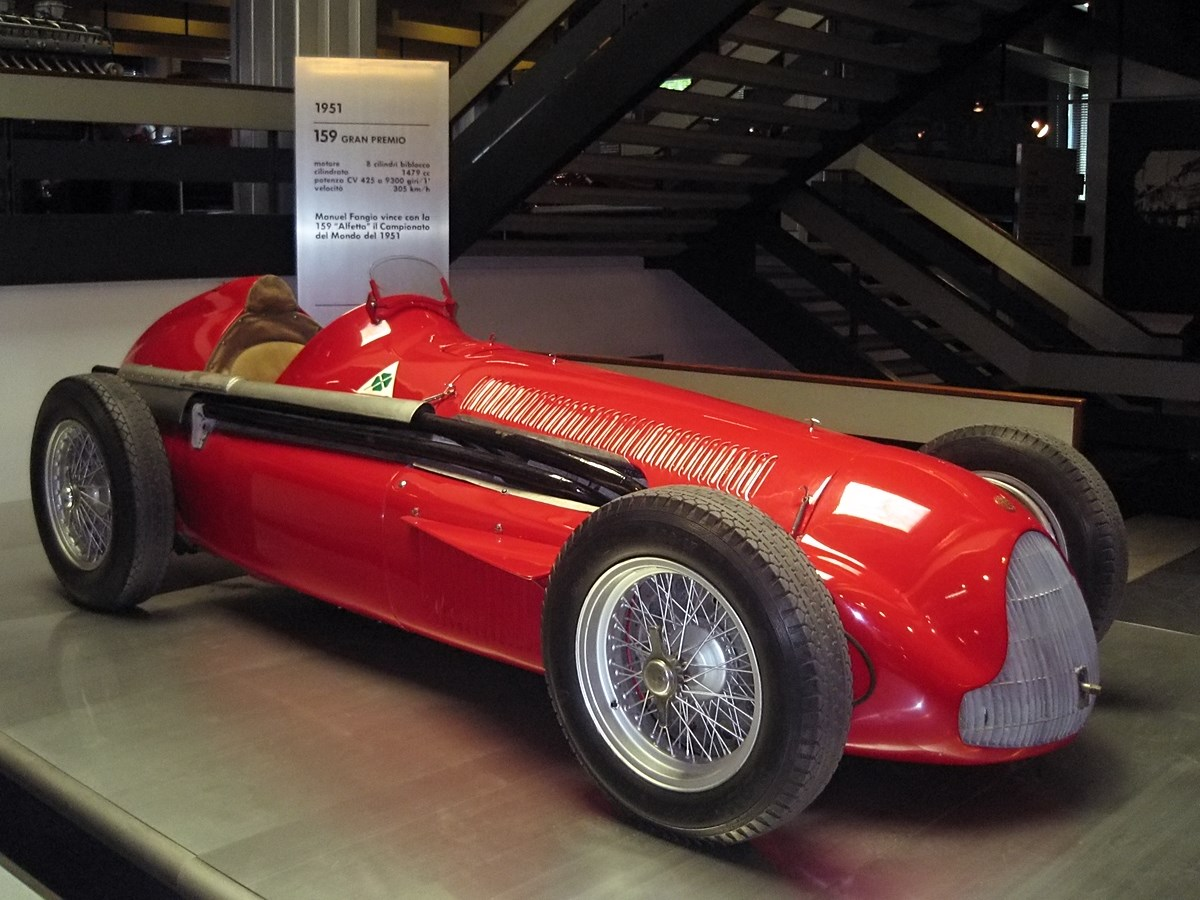
范吉奥驾驶一辆阿尔法罗密欧 158/159 获得了1951年的车手世界冠军.

1950年，作为對于1949年開始舉辦的世界摩托车锦标赛的回應，国际汽联（FIA） 決定在F1的規則下舉辦一屆正規的大獎賽賽事。賽事主要包括6場最主要的歐洲大獎賽賽事再加上印第安纳波利斯500，這只是對之前已經舉辦多年的一些賽事進行正規化。意大利的汽車製造商例如阿尔法·罗密欧、法拉利，和玛莎拉蒂主宰了最初幾年的比賽。其他国家的汽車制造商 例如法国的汽車制造商塔尔博特和英國的汽車製造商BRM雖然也付出了巨大的努力，但是并不是特別成功。另外，一些私人車輛也來參加在黨地舉辦的賽事。意大利和德国的車队一般雇佣2到3名本国车手外加一名外籍车手 ，例如 1950 年阿尔法·罗密欧车队就包括3位意大利车手朱塞佩·法里纳、路易吉·法吉奥里 和皮耶罗·塔罗夫和阿根廷车手胡安·曼努埃尔·范吉奥。
阿尔法·罗密欧车队在1950年的比赛中占据了统治地位，几乎赢下了每一场的比赛，唯一的例外是印第安纳波利斯500，虽然这场比赛并不依照F1的规则，但是这仍是全年比赛的一部分。印第500比赛对于F1来说逐渐变得不太重要，最终在1960年，印第500不再是F1比赛的一部分了。朱塞佩·法里纳成为了第一位F1世界冠军，范吉奥驾驶着阿尔法·罗密欧 159赢得了1951年的车手世界冠军。阿尔法·罗密欧的引擎当时非常的优秀，1951年的159引擎可以产生420 bhp（310 kW），但是耗油量也颇多（每百千米125-175L燃油）;
恩佐·法拉利（一战前曾经为阿尔法·罗密欧车队车 手）逐渐发现的1.5升增压引擎是一条死胡同：油耗的增加意味着需要随车携带更多的燃料或者浪费更多的时间在维修区加油。于是在1950年之后，他将车队 的1.5L增压发动机 125s送进了博物馆，使用4.5升自然吸气发动机 375s。因为375s发动机的油耗非常低（每百千米耗油35升），法拉利车队在1951年后期对阿尔法·罗密欧车队造成了巨大的威胁。
国际汽联在1952年时处于一个非常尴尬的境地，因为它宣布当前F1规则将在1954发生巨大变动，最主要的便是使用2.5L自然吸气发动机。结果很明显，制造商不愿意为两年的比赛研发设计一款新的赛车，结果大部分制造商达成一项协议--在这两年按照F2的规则比赛。本来，各车队达成该项协议是为了撼动阿尔法·罗密欧车队在F1的统治地位，使比赛变得更加激烈，但是法拉利车队异军突起，旗下车手阿尔贝托·阿斯卡里夺得这两年（1952,1953）的F1车手世界冠军。法拉利的方程式赛车在非冠军赛赛事中也取得了非常好的成绩。有人讽刺地说，对于各家F1车队来说，唯一适合的比赛便是印第安纳波利斯500。
如果不考虑印第安纳波利斯500，F1比赛在1953年设立阿根廷大奖赛之前一直是在欧洲比的。从那以后，至少有一站比赛是在欧洲之外。
按照计划，世界锦标赛赛事在1954赛季按照F1规则开始比赛，使用的是2.5升自然吸气发动机。与此同时，蓝旗亚和梅賽德斯·奔驰来到比赛之中，两家都雇用了当时最好的车手。蓝旗亚雇佣了 阿尔贝托·阿斯卡里,奔驰雇佣了胡安·曼努埃尔·范吉奥。配备连控轨道阀、燃油喷射、镁合金零件，"精简"车身和其他的高级功能的全新奔驰在1954赛季的第四场比赛就由范吉奥赢得了分站赛冠军。
梅賽德斯车队与胡安·曼努埃尔·范吉奥在接下来的两年里赢得了除了三场比赛意外的所有比赛然而在1955年赛季结束之后，梅賽德斯车队突然退出赛车业。梅賽德斯·奔驰在短短两年时间里便证明了自己技术的优越性。由于发生在勒芒的那一场灾难性的事故--1955年勒芒惨剧,奔驰决定退出F1四十年。在这一场事故之后，3场比赛被取消了。
1955年摩纳哥大奖赛时，阿尔贝托·阿斯卡里驾驶着蓝旗亚冲出赛道落海，但是阿斯卡里被救出来时状态依然很好。然而好运却没有长时间的罩着阿斯卡里，不久之后，他在蒙扎赛道测试法拉利赛车时，竟离奇地撞车魂归故土。因此，蓝旗亚跟着梅賽德斯·奔馳离开了F1，将其引擎、汽车、信息和技术留给了法拉利。
1956赛季，胡安·曼努埃尔·范吉奥利用脱胎于蓝旗亚的法拉利赛车取得了他第四个世界冠军。1956赛季，他驾驶着玛莎拉蒂赛车赢得了他第五个世界冠军，这一纪录直到46年后才由迈克尔·舒马赫打破。

## 车队世界冠军荣誉的引入，英国的独立车队和中置后驱引擎的加入（1958--1961）
请参阅1958賽季、1959賽季、1960賽季、1961賽季

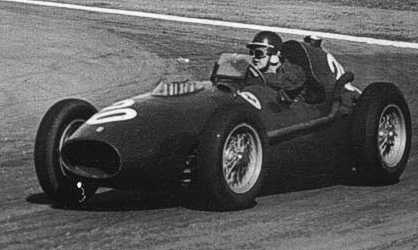
麦克·霍索恩在1958年阿根廷大奖赛上驾驶他的法拉利赛车。

虽然基本规则在1958年维持不变，但是比赛里程从大约500公里减少到300公里，并且汽车必须使用航空汽油而不是由各种燃料混合的使用甲醇作为主要原料的燃料。
1958 年是第一次颁发车队世界冠军荣誉。前六辆完赛的赛车会被分授8,6,4,3,2,1分（与车手积分不同，在车手积分系统中，最快单圈也会获得积分）。而且 车队只会获得分数较高那辆车的积分，例如一个车队的两部车分别以第一和第二的成绩完赛，那么他们只会活的8分，第三名的车队获得4分。
在胡安·曼努埃尔·范吉奥退役之后，麦克·霍索恩代表法拉利车队赢得了1958年的车手世界冠军--成为第一个获得F1世界冠军的英国人。 英国车队范沃尔车队获得了第一个车队世界冠军，但他们卻因此输掉了车手世界冠军，尽管斯特林·莫斯的积分高于麦克·霍索恩（详见一级方程式积分系统）。 这一赛季斯特林·莫斯也表现非常优秀的体育精神：葡萄牙大奖赛结束时，麦克·霍索恩的成绩被认为是无效的，斯特林·莫斯在这个时候坚定地为他辩护。这件事 的起因是这样的：麦克·霍索恩走错了方向，于是他开始掉头，赛后斯特林·莫斯为麦克·霍索恩这一行为辩护使得霍索恩得到了该站积分，这也使得特林·莫斯失 去了该赛季车手世界冠军。这一赛季中的比利时大奖赛也出现了第一位女F1车手玛丽亚·特雷萨·德菲里皮斯。
1958年对于一级方程式赛车来说是一个分水岭。各车队采取了很多措施来减小法拉利车队和玛莎拉蒂车队的领先优势。斯特林·莫斯驾驶配备2升考文垂﹒顶点直列四缸中置引擎的库伯赛车赢得了1958年阿根廷大奖赛的冠军。这也是将引擎放在车手后方的赛车的第一次胜利。在接下来的摩纳哥大奖赛,库伯车队再一次赢得了冠军。由于发动机的功率不高，库伯车队在1958年还不是一支显眼的车队。但是随着2.5升考文垂﹒顶点引擎的允许使用，这家小小的英国汽车厂商车队立刻统治了整个比赛。于是，1959赛季便成了中置引擎革命的开始。在该赛季，澳大利亚车手杰克·布拉汉姆和斯特林·莫斯为争夺车手世界冠军而产生了非常激烈的竞争。最终布拉汉姆夺得第一，莫斯获得第二。
1960年，虽然恩佐·法拉利表现出较为保守的态度并声称"马是拉车而不是推车"。但后来者被证明是用来欺骗对手的小把戏：在同一时间法拉利车队为1961赛季设计了引擎中置的 F2和F1赛车。在1960赛季，法拉利的前置引擎赛车很快便被库伯车队的中置引擎赛车所击败。此时，所有人都明白中置引擎才是未来F1发展的出路。莲花车队和BRM各自推出了引擎中置的赛车。切换到莲花 18 机箱的沃克的团队。此时已转会至莲花车队的斯特林·莫斯在摩纳哥站为莲花赢得了其以一座分站赛冠军奖杯，但是莫斯在比利时遭遇了严重的车祸使得她的额该赛季报销。于是杰克·布拉汉姆赢得了他第二个车手世界冠军的荣誉。但是斯特林·莫斯还是夺得了该赛季的最后一站--美国站的冠军。
在1961，国际汽联试图控制F1赛事的速度，于是规则要求发动机排量需小于1.5升且不可以使用增压器。（本质上便是当时F2的规则）。法拉利本可以使用其非常优秀的F2赛车，但是法拉利更倾向于设计一辆采用气缸角度为120°的V6发动机的新赛车，这边是他们第一辆中置后驱赛车法拉利 156F1。更大马力且更具效力的引擎使得法拉利统治了该赛季，最终美国车手菲尔·希尔赢得了当年的车手世界冠军。但是他的队友沃尔夫冈·范·特利普斯在发生在意大利大奖赛的惨烈事故中丧生。
在20世纪50、60年代，世界一级方程式锦标赛只是依照F1规则比赛的众多赛事中的冰山一角。赛事的数量和世界冠军制度引入之前的比赛数目大致相当，这其中有许多非常著名的比赛，例如波城大奖赛和锡拉库扎大奖赛、英国车手俱乐部国际杯赛事、车王锦标赛、奥尔顿公园国际金杯赛。虽然这些比赛并不是世锦赛赛事，但是仍能吸引顶级车手和车队来参加。

## 新技术的不断涌现和英國車手的崛起（1962--1967）
请参阅1962賽季、1963賽季、1964賽季、1965賽季、1966賽季、1967賽季。

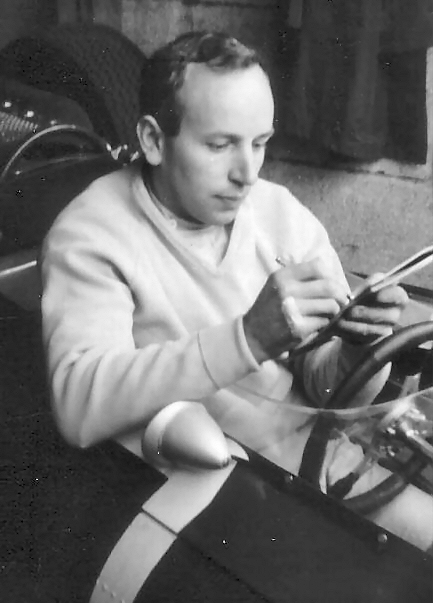
法拉利车队的约翰·苏尔特斯在1964年英国大奖赛。

1962年，莲花车队使用搭载新的考文垂·顶点FWMV V8发动机的莲花25参加比赛。该车有一个铝制的硬壳式底盘而非传统的空间构架设计。事实证明，这是继中置引擎的推出之后赛车届取得的又一大技术突破，但是莲花的赛车在一开始并不稳定。那一年，驾驶莲花赛车的吉姆·克拉克未能战胜驾驶BRM赛车的格拉汉姆·希尔，最终获得年终第二。
当赛车和引擎变得稳定之后，吉姆·克拉克和莲花的时代开始了。克拉克在三年中赢得两座世界冠军奖杯（1963,1965）。其中在1965年，吉姆·克拉克同时赢得了世界冠军和印第安纳波利斯500，这使得他成为唯一一位在同一年赢得F1世界冠军和印第 500的车手。1964年，莲花推出了新的莲花 33。与此同时，法拉利为赢得冠军也采用了相当多的新技术并投入大量的资金。法拉利在一个赛季使用了超过3种引擎--V6引擎，V8引擎和一台直列12缸引擎，而当时莲花生产一辆新车都非常困难。。这使得约翰·苏尔特斯和法拉利车队赢得了该年的冠军。尤其值得称道的是约翰·苏尔特斯，因为他成为了唯一一位赢得F1世界冠军和摩托车世界冠军的车手。1965年的墨西哥大奖赛 是1.5升自然吸气引擎在一级方程式的最后一场比赛，里奇·金塞尔为本田在赛季临近结束之时赢得首场胜利。这是日本车队在F1的第一场胜利，也是横置引擎在F1中的唯一一场胜利。
1966年，F1规则再一次变化，允许使用3.0升自然吸气发动机或1.5升机械增压发动机，这使得该年对大部分车队都是适应规则的一年。然而，一种新技术在这一年出现，并且这种新技术对整个赛车运动的发展产生了非常深远的影响：复合材料。由罗宾·赫德设计的迈凯伦M2B使用铝-木层压材料（Mallite）来做它的硬壳式底盘，但是这辆车并没有用好这种新材料。
大概是因为法拉利车队过度的自信，法拉利车队非常热衷于在赛车中使用3.0升V12引擎，但时这种赛车的重量过大以致成绩受到了一定的影响。后来法拉利又使用增大的V6引擎，但是约翰·苏尔特斯因为与车队经理的矛盾而在赛季中期离开车队使得成绩大受影响。考文垂·顶点又在这一年退出了F1,使得莲花车队等车队使用老旧的顶点发动机的增大版本。库伯车队转而发展20世纪50年代玛莎拉蒂为玛莎拉蒂 250F设计研发的玛莎拉蒂V12引擎，而BRM开始设计既重又复杂的H-16。这一年的最大赢家便是当年的世界冠军杰克·布拉汉姆，其所在的布拉汉姆车队使用既轻又紧凑的瑞帕克V8引擎更是连续两年赢得年度车队冠军（发动机总功率小于330bhp）。瑞帕克的V8引擎的功率在3升引擎中是最低的，但是它和其它发动机不同的是它更加的轻便、稳定、使用。1966年是杰克·布拉汉姆的一年，但是1967年变成了他的队友新西兰车手丹尼·哈默的一年。
1967年，莲花使用了配备考斯沃斯DFVV8引擎的莲花 49。与瑞帕克一样，考斯沃斯的发动机轻且紧凑，但它是一个真正使用4气门双顶置式凸轮轴的赛车发动机。考斯沃斯的目的输出400 bhp（300 kW），该发动机第一次运行时就已经超过了该数据。这允许查普曼设计出单体壳结构的赛车，当时的布拉汉姆车队的驾驶座仍在使用非常经典的管状支架结构来支持发动机、变速箱和后悬架叉骨禽的硬壳。全新的DFV引擎因为过度的震动而导致故障频繁，这迫使凯斯·达克沃斯重新设计赛车的几个部分，并使得丹尼·哈默再次赢得车手世界冠军。
1967年还看到了一个了不起的结果由罗得西亚车手约翰·洛夫驾驶一辆使用2.7升顶点发动机的库伯赛车。洛夫虽然被认为是非洲南部最优秀的车手，但是并不是一个大明星。他在当年的南非大奖赛上获得亚军。洛夫驾驶过时的库伯赛车本来是为了参加短程的塔斯曼系列赛的，但是却被用来参加世界一级方程式，因此洛夫为赛车增加了两个副油箱。不幸的是，辅助油箱的燃油泵故障，迫使他在领跑很多圈之后不得不去维修站加油。
到 了60年代后期，欧洲以外的“海外”赛事例如南非大奖赛，大约占到所有赛事中的1/3。赛事的核心仍然是欧洲所在的北半球，“海外”赛事通常是在赛季的开 始和结束时期举行，这一模式一直延续到了今天。此外，还有一些非世锦赛赛事在欧洲以外的地方运行，南非大奖赛便是其中之一。英国和英联邦成员国的车手在20世纪60年代统治了整个赛车界。英国车手格拉汉姆·希尔，吉姆·克拉克，约翰·苏尔特斯和杰基·斯图尔特赢得了在十年（1960-1969）里赢得了6年的车手世界冠军，澳大利亚车手杰克·布拉汉姆两次获得车手世界冠军，新西兰车手丹尼·哈默获得一次世界冠军。非英联邦成员国的车手只有美国车手菲尔·希尔赢得了一次世界冠军。

## 福特-考斯沃斯雙四氣門引擎時代和關於安全與空氣動力學的設計的興起（1968--1976）
请参见1968赛季、1969赛季、1970赛季、1971赛季、1972赛季、1973赛季、1974赛季、1975赛季、1976赛季
1968年，莲花车队失去了DFV发动机的独家使用权，迈凯伦车队也推出了配备DFV发动机的赛车。该赛季有两个重大的创新，第一是接受赞助不再受到限制，5月，莲花车队在西班牙加拉玛赛道使用帝国烟草品牌的红色、金色和白色作为涂装出战。第二个创新是是尾翼的引入，这一技术创新早先出现在查普拉汽车之中。

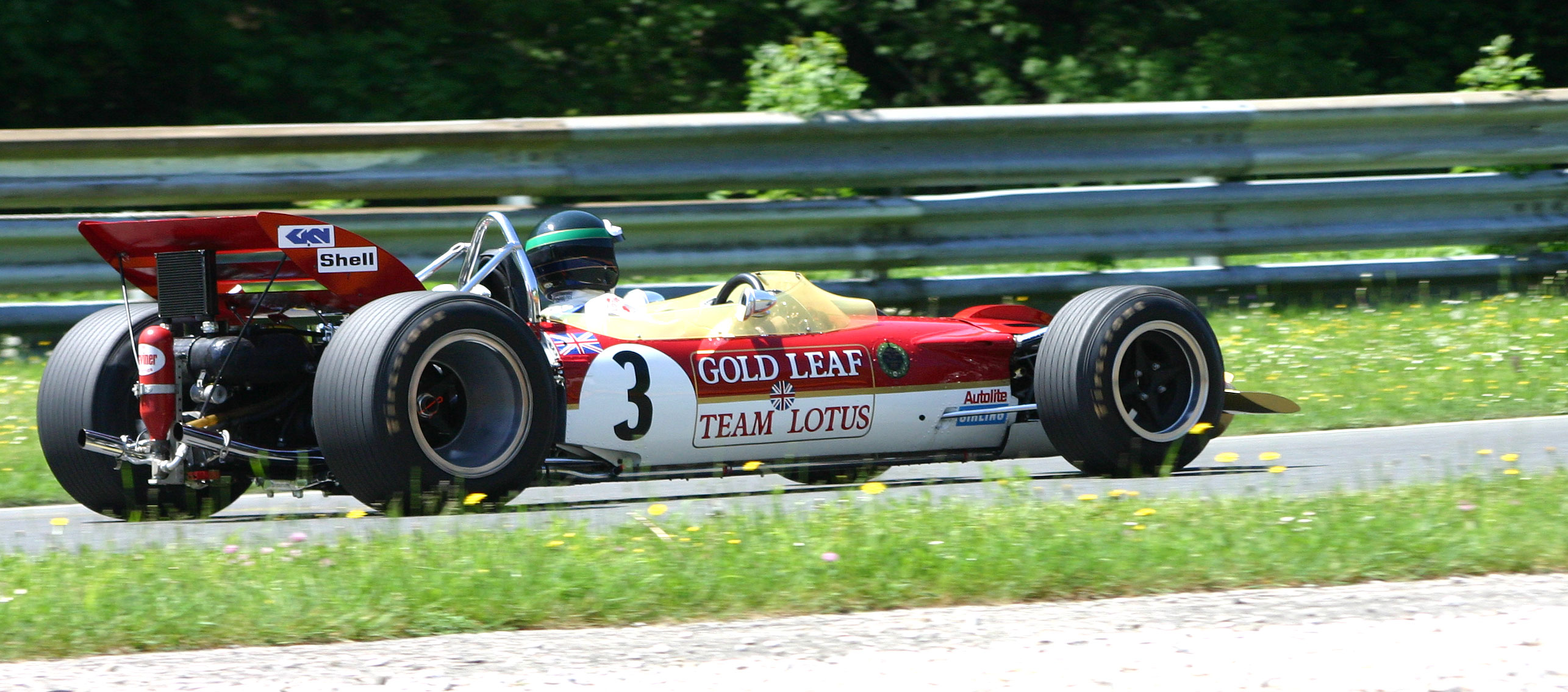
莲花 49.

两届世界冠军吉姆·克拉克在1968赛季的第一站1968年南非大奖赛赢下了他人生中最后一座分站赛冠军奖杯。1968年4月7日克拉克在一场在霍肯海姆赛道举行的F2比赛中丧生。克拉克的很多车迷和一些车手在接下来的几年间不断要求赛事加强对赛车手的保护。比利时大奖赛也并不再在斯帕赛道举行，因为车手们认为该赛道非常之不安全。
1968马特拉车队创造性地使用了是一种由航空油箱启发发明的油箱，但是国际汽联在1970年禁止该项技术的使用。
杰基·斯图尔特轻松赢得1969年世界冠军。1969年四轮驱动赛车也短暂地复兴过，约翰尼·西瓦兹·加文成为唯一一位驾驶四驱赛车获得积分的车手，他在加拿大大奖赛驾驶马特拉 MS84取得第六名的成绩。
1970年，一直统治F1赛场的约亨·林特在意大利大奖赛中因为刹车问题意外身亡，但是他仍在两站之后赢得了车手世界冠军。
在林特死后，由两位新车手--埃默森·菲蒂帕尔迪和雷内·威塞尔组成的莲花车队在1971赛季的表现非常糟糕。车队花费大量的时间来再次尝试使用燃气轮机和四轮驱动装置的赛车。杰克·布拉汉姆退役后，他的车队成绩便急剧下降。泰利尔车队和杰基·斯图尔特非常轻松地赢得了1971年的冠军。
1972年，莲花车队的25岁车手埃默森·菲蒂帕尔迪赢得了车手世界冠军，他成为截至当时最年轻的世界冠军，斯图尔特位居第二。
1973年，莲花车队的菲蒂帕尔迪和罗尼·彼得森各自冲击积分榜头名，而斯图尔特则得到了队友弗朗西斯·科维特的支持。在赛季的最后一场比赛--美国大奖赛中，科维特意外冲出赛道，当场死亡。本代替在加拿大大奖赛受伤的斯图尔特出战的克里斯·阿蒙在科维特死亡后也放弃出战，这使得他们失去了很有可能获得的车队世界冠军，但是斯图尔特仍然获得了车手世界冠军。。斯图尔特在该赛季结束后宣布退役，并称退役的决定在美国大奖赛之前就已经做出来了。
迈凯伦车队，刚从其创始人的死亡中恢复过来，他们在1973赛季赢下3场比赛和几个杆位。新的M23成为围场内设计地最好的赛车。菲蒂帕尔迪离开莲花车队转投迈凯伦车队，因为迈凯伦车队给予他一号车手的地位而莲花车队并不愿意这么做。
1974年的赛前测试中，迈凯伦车队和菲蒂帕尔迪表现除了非凡的竞争力，但是比赛开始后，法拉利从糟糕的1973赛季走出来，表现地非常优异。法拉利使用了他们第一辆真正地单体壳结构赛车，配备直列12缸发动机，车手则是奧地利年轻车手：尼基·劳达。但是最终，迈凯伦的菲蒂帕尔迪还是艰难地获得了年度车手世界冠军。
法拉利在1975年， 1976年，和1977年都获得了车队世界冠军。劳达则在1975年赢得了他第一座车手世界冠军奖杯。在1975赛季，劳拉·隆巴蒂成为唯一一位在世锦赛赛事（1975年西班牙大奖赛）中获得积分的女性车手。

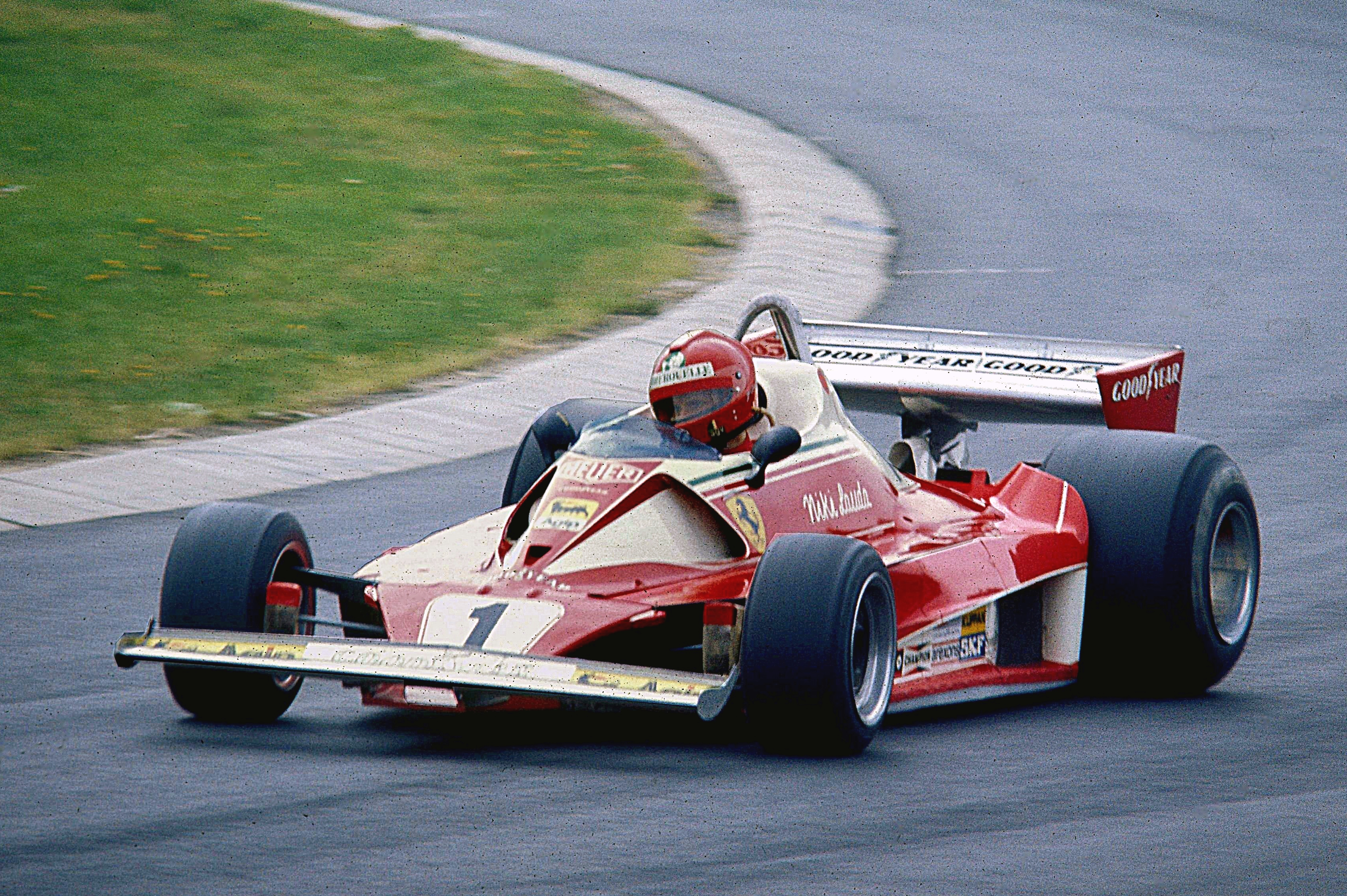
尼基·劳达在1976年德国大奖赛期间在纽博格林赛道练习

1976年，菲蒂帕尔迪的决定代表他弟弟小威尔逊·菲蒂帕尔迪的车队。詹姆士·亨特则加入了迈凯伦车队。尼基·劳达在德国大奖赛发生严重事故，身体多处烧伤且肺部感染严重，但是在事故发生仅6周后，他便重新代表法拉利车队参加比赛
。在最后一站--1976年日本大奖赛，劳达因为天气原因而放弃了比赛，最终亨特获得该场比赛第三以一分的优势赢得了年度车手世界冠军。

## 地面效應時代和渦輪增壓引擎的引入（1977--1982）
请参见1977赛季、1978赛季、1979赛季、1980赛季、1981赛季、1982赛季
1977年也诞生了两个激进的技术创新，这两个创新也彻底地改变了未来的F1运动。莲花的实验的目的在莲花 78上得到了展现，莲花　78第一次将地面效应带入F1。1977年，马里奥·安德烈蒂和古纳尔·内尔森驾驶莲花　78赢得了5场分站赛的冠军。雷诺展现了第二个技术创新，他们推出了配备1.5升涡轮增压发动机的RS 01。虽然机械增压发动机在20世纪50年代取得了巨大成功而且F1规则中允许使用涡轮增压发动机已有11年，但是没有一家车队推出过一款涡轮增压发动机，这是因为各家车队认为燃料消耗量的增加和涡轮延迟会与涡轮增压带来的动力提升相互抵消。电机工程师伯纳德·杜多特注意到了涡轮增压发动机在印地赛车中的使用，因此他推动雷诺在F1推出涡轮增压发动机。。
雷诺的进入也将米其林的子午线轮胎带入了F1，在米其林进入之前作为独家轮胎供应商的固特异当时仍在为赛车提供斜交轮胎。固特异将米其林的进入视为一个严重威胁，因此他们在研发领域做出了大量的努力并且他们开始研发自己的子午线轮胎。
1978年赛季新的莲花 79开始利用更激进也更为成熟的地面效应理论。其他的车队也开始试验新的技术，但是莲花一直处于领头羊的位置，而且他们的车手马里奥·安德烈蒂成为了第一个赢取美国印地赛车冠军和F1世界冠军的车手。布拉汉姆车队生产了BT46B "fan car"，这与七十年代初期被吉姆·霍尔在加拿大-美国优胜杯系列赛中设计的查帕拉尔 2J应用了共同的“sucker car”理念。这辆车因为钻了规则的一个漏洞可能会被禁止参赛，所以当时刚刚成为一级方程式制造商协会协会主席的车队掌门人伯尼·埃克莱斯顿在尼基·劳达赢得1978年瑞典大奖赛冠军之后放弃了这一款赛车。罗尼·彼得森在蒙扎赛道冲出赛道撞击到围墙，他的莲花赛车也起火燃烧，詹姆士·亨特英勇地将他从车中拉了出来。虽然一开始的医疗救助效果良好，但是彼得森是还是在次日死于栓塞。亨特决定在下一赛季的摩纳哥大奖赛上退役。

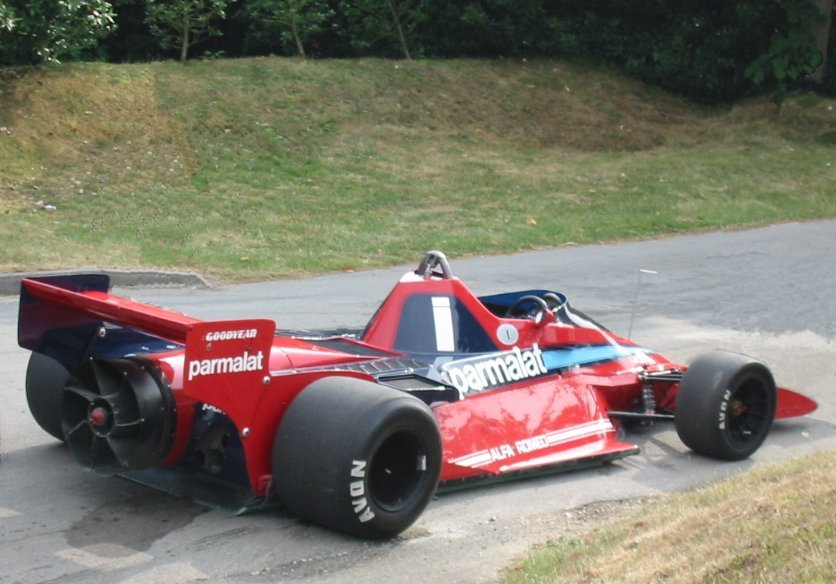
布拉汉姆 BT46B

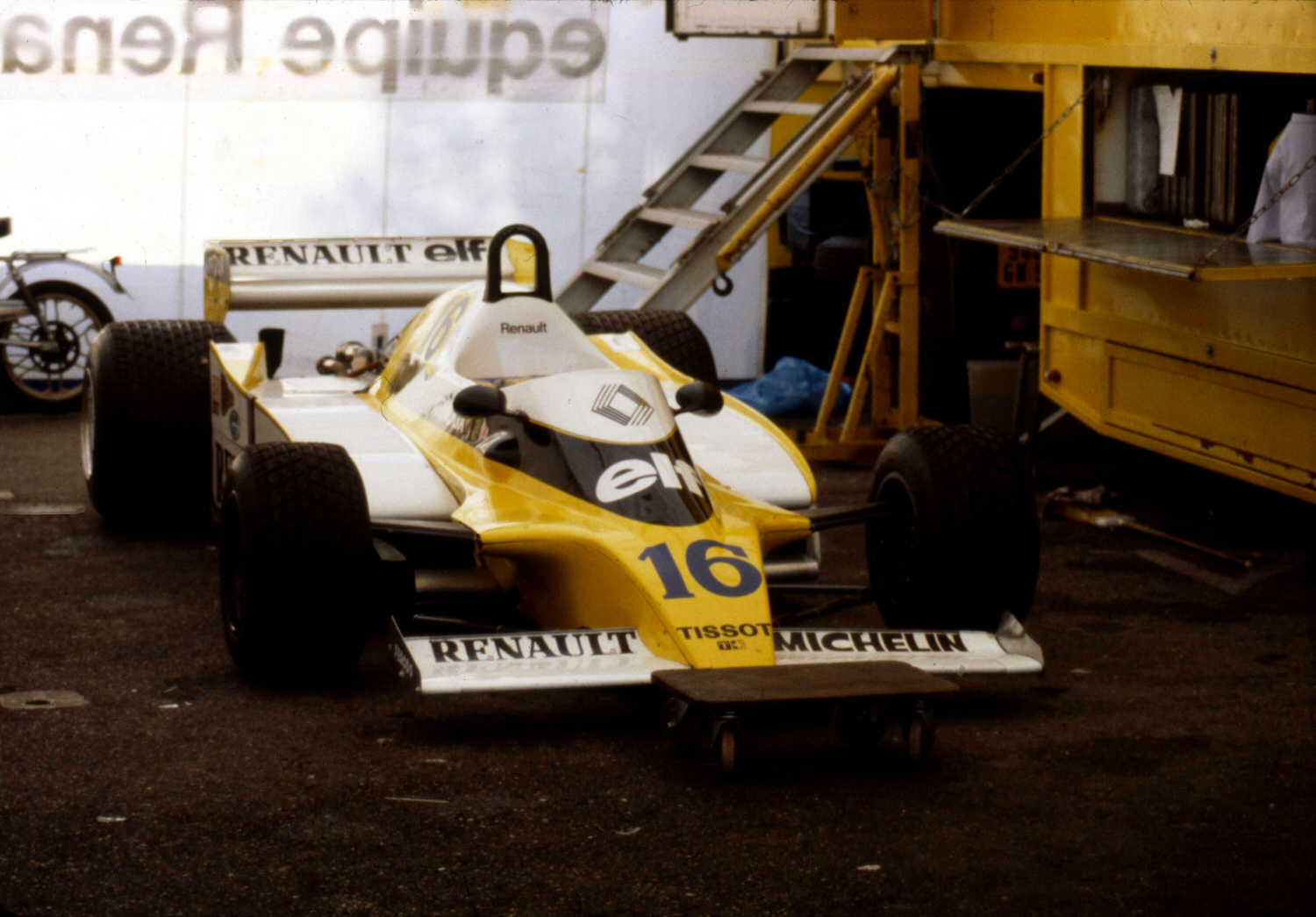
雷诺 RS10是第一辆赢得分战赛冠军的使用涡轮增压引擎的赛车

由雷诺和莲花推出的新技术逐渐卷入1980年代初FISA-FOCA矛盾之中。涡轮增压发动机是较为复杂的机器，所以开发这些引擎的费用也非常巨大，所以只有一些大型制造商例如雷诺、 法拉利和阿尔法·罗密欧对其有兴趣。相比之下，小型车对仍然喜欢考斯沃斯的DFV引擎，这两批车队分别代表两家政治机构--FISA和FOCA。
1980年，帕特里克·德派勒在霍肯海姆赛道意外身亡震惊车坛。1981年，FISA和FOCA在巴黎签署了协和协议来化解两派矛盾。1982年，吉耶·维伦纽夫的丧生再一次打击了F1,这也加快了两派间的矛盾和解。
1981年，一项改变之后整个汽车史的技术由迈凯伦车队带入F1，迈凯伦生产了第一辆由碳素纤维材料制成的赛车，这一材料在后来被广泛的应用于整个汽车业。

## 1.5升涡轮增压发动机的兴衰（1982--1988）
请参阅1982年赛季、1983年赛季、1984年赛季、1985年赛季、1986年赛季、1987年赛季、1988年赛季。
伯尼·埃克莱斯顿拥有的布拉汉姆车队车手内尔松·皮奎特获得了年度车手世界冠军，这是非制造商车队的第一次胜利，同时也是有涡轮增压引擎取得的第一场胜利。1983 年，由于国际汽车运动联合会（FISA）和一级方程式制造商协会（FOCA） 之间的矛盾已经解决，车队基本上明白了赛事必须遵守的规则。雷诺用1979年和1980年的成绩证明了涡轮增压引擎是在现有规则下取得更优异表现的一种非 常有效率的途径。在1982赛季，一个很明显的事实是如果一家车队希望在赛场上取得好成绩，那么涡轮增压引擎便是他们最好的一种选择。到1984年，只有泰利尔车队仍在使用老旧的DFV引擎。在1983年，人们也见证了非世锦赛赛事彻底走进历史，最后一场非世锦赛F1赛事是1983年在布兰兹-哈奇赛道举行的车王锦标赛,1982年F1世界冠军柯克·罗斯伯格战胜丹尼·苏里文赢得了冠军。
在一开始，对油耗和涡轮增压增压压强有着严格的控制--在1987年，压强被控制在400kPa,1988年被控制在150kPa。到了1988年，涡轮增压引擎只能比轻型的3.5升自然吸气引擎多提供一点点的动力。

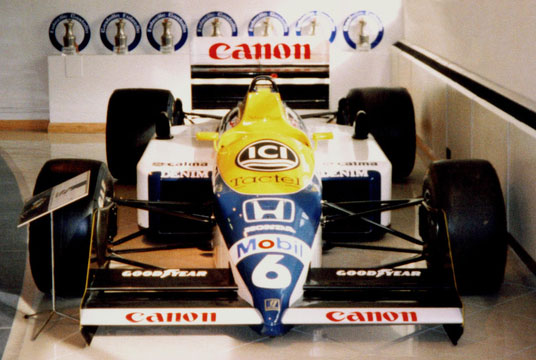
威廉姆斯 FW11帮助威廉姆斯车队赢得了1986赛季的车队世界冠军。在该赛季，每一辆参赛车辆都配备涡轮增压引擎。

最后争议被搁置在一旁，整个F1在20世纪80年代末，90年代初得到了非常好的发展。如果不考虑在这一阶段迈凯伦车队和威廉姆斯车队的巨大优势地位，那么这一时期可以被视为F1 60多年历史里最为精彩的时期之一（也许具有讽刺意味）。
先前已经退役的尼基·劳达在1982年重返F1，在1984年，他以0.5分的微弱优势战胜队友阿兰·普罗斯特赢得了F1当年的车手世界冠军，创下了F1年度车手冠亚军年终分数差距的最小纪录。0.5分的差距是因为在本年度摩纳哥站时， 由于雨势过大，对于在雨天比赛极为敏感小心的普罗斯特在比赛中，不断的向大会挥手示意大会出红旗中止比赛，最终大会中止了比赛，当时领先的普罗斯特虽然因 此获得了分站冠军，但是由于尚未达成大会要求的圈数，因此本站获得的积分的车手积分必须减半，普罗斯特原本的9分冠军积分因此减半成了4.5分，不料这个 差距最终导致普罗斯特失去了世界冠军头衔。本年度摩纳哥站还有一个插曲，夺得第二名的艾尔顿·塞纳在大会出红旗的前一圈一直猛烈追击领先的普罗斯特，但不料大会出红旗结束比赛，塞纳一直对此事感到耿耿于怀，埋下了两人未来对决的因子。这也揭开了他们两人十年激烈的竞争历程的序幕。
1986年，使用本田发动机的威廉姆斯车队拥有顶级车手内尔松·皮奎特和奈杰尔·曼塞尔，看起来是锁定了年度车手世界冠军。但是由于两人分掉了很多分数，使得迈凯伦车队的普罗斯特仍然有着夺得车手世界冠军的可能。最终，虽然威廉姆斯轻松地赢得车队世界冠军，但是直到该赛季的最后一站澳大利亚站，车手世界冠军才诞生，普罗斯特很好地利用了威廉姆斯车队赛车的轮胎问题最终赢得了车手世界冠军。1987年，威廉姆斯的实力更强，这一次内尔松·皮奎特赢得了他第三座世界冠军奖杯。
1987年，我们也看到了大气引擎重新返回F1。因为对涡轮增压引擎的油耗和增压压强有着严格的限制，使得涡轮增压引擎并没有表现出太过优异的表现。但是不管怎么说，涡轮增压引擎在仍然存在于F1之中。

## 3.5升引擎的引入和塞納－普洛斯特时代（1989--1993）
请参见1989赛季、1990赛季、1991赛季、1992赛季、1993赛季
1989年，涡轮增压引擎被禁止，而且新条例对最高排量的规定是3.5升。迈凯伦车队在接下来的3个赛季继续保持着统治地位，阿兰·普罗斯特在1989年夺冠，塞纳在1990年和1991年获得车手世界冠军。然而在之这期间，对冠军的渴望导致他们两人之间的矛盾越来越大，在1989年和1990的日本大奖赛他们之间都发生了碰撞。他们共同统治了长达F1四年之久（1988--1990）， 赢得48场大奖赛中的37场，并且他们每个人的得分都在第三名的两倍之上。1989年的第二站圣玛利诺站，塞纳违反了两人的“君子协定”，两个人的关系更 加紧张，到了这年的倒数第二站日本站，塞纳企图超越普罗斯特，却反而和对方撞上，普罗斯特退赛，而塞纳虽然回到赛场上，并且遥遥领先过了终点线，但遭到 FIA取消资格，使得普罗斯特得到了世界冠军。虽然塞纳因为在日本站的表现而遭受到广泛的批评，但是更令他担忧的是当时由雷诺提供引擎的正在复兴的威廉姆斯车队，果不其然，威廉姆斯车队统治了接下来的7年的F1。
虽然原因不仅仅是因为拥有雷诺引擎，但是不管怎么说，威廉姆斯车队和贝纳通车队在1992至1997年间统治着F1。允许在维修站加油的规则的引入使得一场比赛变为一系列的短程冲刺，这也使得车队的进站策略变得与车手驾驶水平同样的重要。在九十年代初，一些车队开始引入驾驶辅助系统，渐渐地大部分车队都开始使用该系统。一些新技术也不断地引入F1之中，主动悬架（莲花车队在1987年首创），半自动变速箱（法拉利车队在1989年首创） 和牵引力控制系统（威 廉斯在 1991年首创）等先进技术逐渐成为了非常重要的夺冠法宝。其中的一些技术来自公路汽车，其他的大部分最初是专门为了比赛而研发的，但是在这之后普遍地会 将其推进普通市场。倘若各家车队都愿意投入资金，那么F1赛车的速度将会变得越来越快。因为赛车的好坏已经逐渐取代车手的驾驶水平成为比赛的关键，国际汽联在1994年禁止了很多新技术的使用。但是很多观察家称对这些技术的禁止只是国际汽联没有办法去降低这些因素（赛车的技术水平）对比赛影响的无能反应。虽然有着这么多的争论，但是这丝毫不影响1992年奈杰尔·曼塞尔夺冠时英国人的激动之情，这是在1976年詹姆斯·亨特夺冠之后，英国人第一次夺得世界冠军。1993年，阿兰·普罗斯特赢得了他第四座车手世界冠军。
在赛车上装载轻量级的电视摄像机在20世纪90年代初期开始变得流行（美国网络电视练习实际上率先在澳大利亚的以下）。这不仅能增加观众人数并且也可使得这项运动能够吸引更多的赞助商而不仅仅是传统的赞助商--烟草公司。安全方面的改善也意味着主要的汽车制造商更倾向于将自己与车队联系起来，这也有助于F1这项运动的发展。
1994赛季初，很多人认为这一赛季将会非常的精彩。埃尔顿·塞纳转投威廉姆斯车队以取代刚刚退役的阿兰·普罗斯特，年轻的德国车手迈克尔·舒马赫驾驶着使用福特发动机的贝纳通赛车，使用标致发动机的迈凯伦赛车也非常的有竞争力，法拉利车队也希望在这一年可以一扫过去三年糟糕成绩所带来的阴沉氛围。这一年本可以成就一个伟大的赛季，但是一切都因为塞纳之死而改变。

## 安全与规则（1994--1995）
请参见1994赛季、艾尔顿·塞纳之死、1994年圣马力诺大奖赛和1995赛季

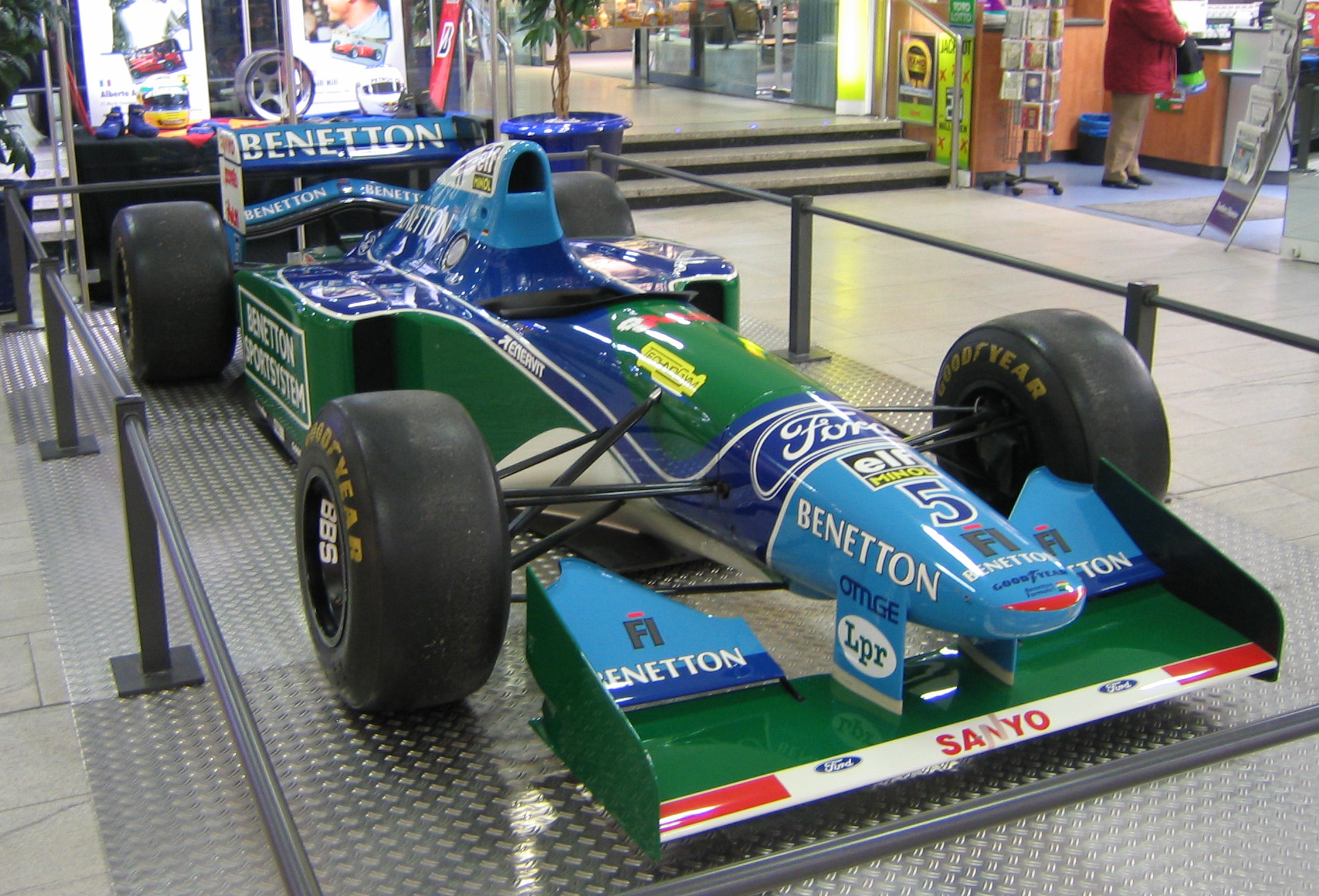
贝纳通车队车手迈克尔·舒马赫驾驶贝纳通 B194赢得了1994年车手世界冠军。

1994年之前，最后一位死于F1比赛的是埃里奥·德·安吉尼斯，他在1986年的赛车测试过程中意外丧生。在这期间，虽然发生了一些非常严重的事故(例如内尔松·皮奎特和加赫特·贝加在伊莫拉赛道与马丁·唐纳利在赫雷斯赛道发生的事故），但是并没有人在事故中丧生。尽管国际汽联规定禁止使用涡轮增压引擎、 减小轮胎宽度和禁止使用驾驶辅助系统，但是在过去八年时间里，F1赛车的速度仍在不断上升。但是当时的F1届仍产生一种被事实证明为错误的想法--F1比赛已经非常安全了，不会再有人会在比赛中丧生。
在1994年圣马力诺大奖赛举办的这个周末，排位赛时当时还是新秀的鲁本斯·巴里切罗的严重受伤和罗兰德·拉森伯格的死亡以及正赛时塞纳的死亡彻底击垮了这个想法。此外，卡尔·温德林格在该年的摩纳哥大奖赛中发生碰撞导致昏迷。在如此短的时间内，多位车手相继发生意外震惊了整个赛车界，两位车手在意外中丧生并且其中一位是三届车手世界冠军--艾尔顿·塞纳。国际汽联迅速地采取了一系列强制的措施来保证比赛的安全，这一年也是国际汽联强硬地强化F1比赛的安全的开始。
虽然不能在1994年对赛车进行重大更改，但是国际汽联仍 要求所有的F1赛车的进气孔必须有通孔来降低进气的冲压效应。出于同样的原因，先前使用的特制赛车燃料（含有多种苯系物）被禁止使用，各车队只允许使用那 些具有类似特性的普通无铅汽油。为了减小下压力（下压力和转弯速度息息相关），一个木制的“木板”被要求放置在赛车底盘中央的位置，如果木板的磨损超过一 个特定的值（大约是10mm），这一辆车将无法参加比赛。

从1995年开始，赛车的设计必须按照一个参照（模板）来进行，一些严格的限制也被强制实施，例如对赛车各个部件的最大，最小尺寸间的限制。发动机的最大排量从3.5升减至3升。除此以外，国际汽联还采取了很多其它的措施来控制赛车速度的提高。这些规定包括：

- 增大驾驶舱出口的面积（这样可以确保车手更容易地离开驾驶舱）
- 引入花纹轮胎（减小抓地力来降低弯道速度）
- 减小车身体积（这样便于发动机冷却，减小弯道速度）
- 提高尾翼并减小尾翼面积（减小下压力来降低弯道速度）
- 引入一些复杂的检查方法来确保赛车完全符合规定......

在快速的引入这些规定（尤其是那些在1994年采用的一些措施）之后，整个F1陷入混乱之中。因为贝纳通车队不断地违反国际汽联的规定，车队车手迈克尔·舒马赫多次被禁赛，但是迈克尔·舒马赫仍然获得了该年度的车手世界冠军（这次夺冠广受争议，因为在一场对最终排名非常重要的比赛中，迈克尔·舒马赫碰撞了达蒙·希尔，一些人认为舒马赫是故意碰撞达蒙·希尔）。
到了1995年，F1届逐渐回到了平静之中。这一年，舒马赫获得了他的第二座车手世界冠军奖杯，贝纳通车队击败拥有达蒙·希尔和大卫·库特哈德的威廉姆斯车队获得了他们第一座车队世界冠军奖杯。那一年，雷诺的引擎几乎是无敌的，上面两家车队使用的都是雷诺引擎。在没有使用雷诺引擎的车队中只有法拉利车队赢得了一场分站赛冠军--加拿大大奖赛。

## 私人车队时代的结束和3升引擎的引入（1996--1999）
请参阅1996赛季、1997赛季、1998赛季、1999赛季
1996年，国际汽联大大提高了驾驶舱的最小体积，同时要求通过减少车手头部暴露的面积来加强对车手头部的保护（讽刺的是，这一规定影响了车手的视野导致事故发生的概率提高）。作为让·托德重建法拉利车队的一部分，他从贝纳通车队带来了迈克尔·舒马赫，第一年舒马赫就赢下了3场分站赛，这一成绩好于车队过去5年的成绩。
1997年，F1传奇吉爾·維倫紐夫的儿子雅克·维伦纽夫再一次为威廉姆斯车队赢得一座车手冠军奖杯，他也成为了第四位获得F1世界冠军和CART冠军的车手（其他三个人分别是：马里奥·安德烈蒂、埃默森·菲蒂帕尔迪和奈杰尔·曼塞尔）。 本赛季关于车手世界冠军的竞争较1996年更为激烈，维伦纽夫在最后一站在赢下该年度的车手世界冠军。在最后一场比赛中，舒马赫故意撞击维伦纽夫的赛车， 试图让维伦纽夫退出比赛。但是最终维伦纽夫仍然完成比赛获得了世界冠军，舒马赫则被国际汽联取消了该年的所有积分以及名次。

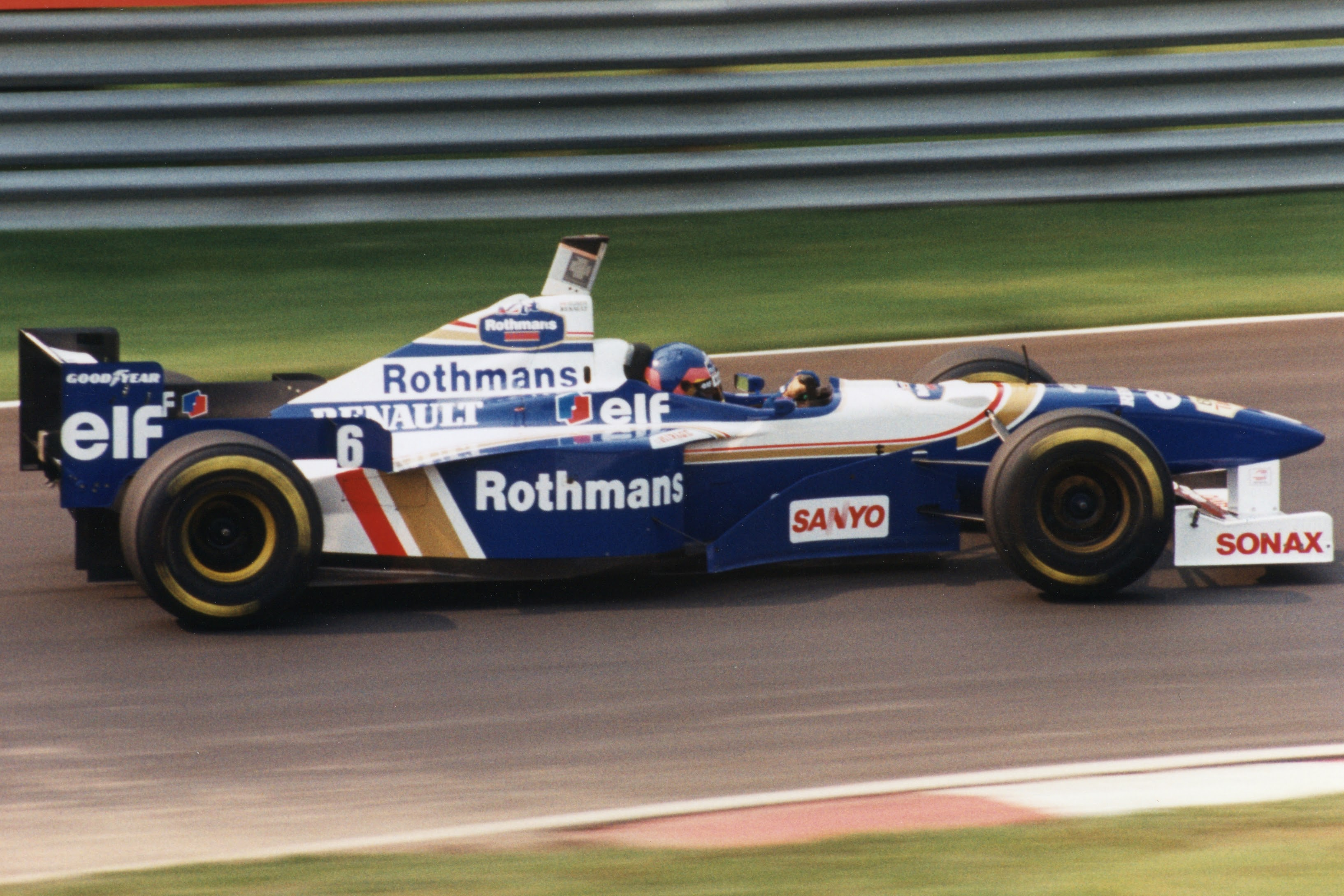
1996年雅克·维伦纽夫驾驶威廉姆斯赛车参加加拿大大奖赛

1997年年底雷诺车队退出F1之后，梅賽德斯-迈凯伦车队的米卡·哈基宁连续两年赢得车手世界冠军。1998年的冠军争夺并不激烈，舒马赫和维伦纽夫难以撼动哈基宁的位置。1999年的冠军争夺较1998年激烈很多，维伦纽夫加入了刚组建的英美车队，而舒马赫则在银石赛道发生意外导致腿部受伤。舒马赫的队友埃迪·埃尔文最终以两分的劣势屈居车手亚军，但是法拉利车队赢得了1983年以来第一座车队世界冠军。
在这几年，像布拉汉姆和莲花这样历史悠久、备受尊崇的名字从F1中消失。法国制造商利基尔发现自己处于困境之中，于是将车队卖给了阿兰·普罗斯特。因为比赛成绩的糟糕，泰利尔车队同样地陷入僵局，英美车队在1998年购买了泰利尔车队。色彩缤纷的小型、私有队的时代终于走到了尽头。像Larrousse、Dallara、Dallara、Simtek、太平洋车队、Forti这些名字再也不会在发车区看到了，只有乔丹车队、索伯车队、银箭车队和米纳尔迪车队仍在试图在F1中坚持下去。1998年和1999年，在达蒙·希尔、亨茨·赫拉德·弗伦岑和拉尔夫·舒马赫（迈克尔的弟弟）的领导下短暂兴盛的约旦被证明是最后私人车队最后的光荣。几年前仍然是世界冠军的贝纳通车队也难以生存下去。杰基·斯图尔特在1997至1999年间借助福特的支持建立了自己的车队，但是最后还是将车队出售变成了美洲虎车队。

## V10引擎時代和法拉利-舒馬赫王朝（2000--2004）
参见2000赛季、2001赛季、2002赛季、2003赛季、2004赛季

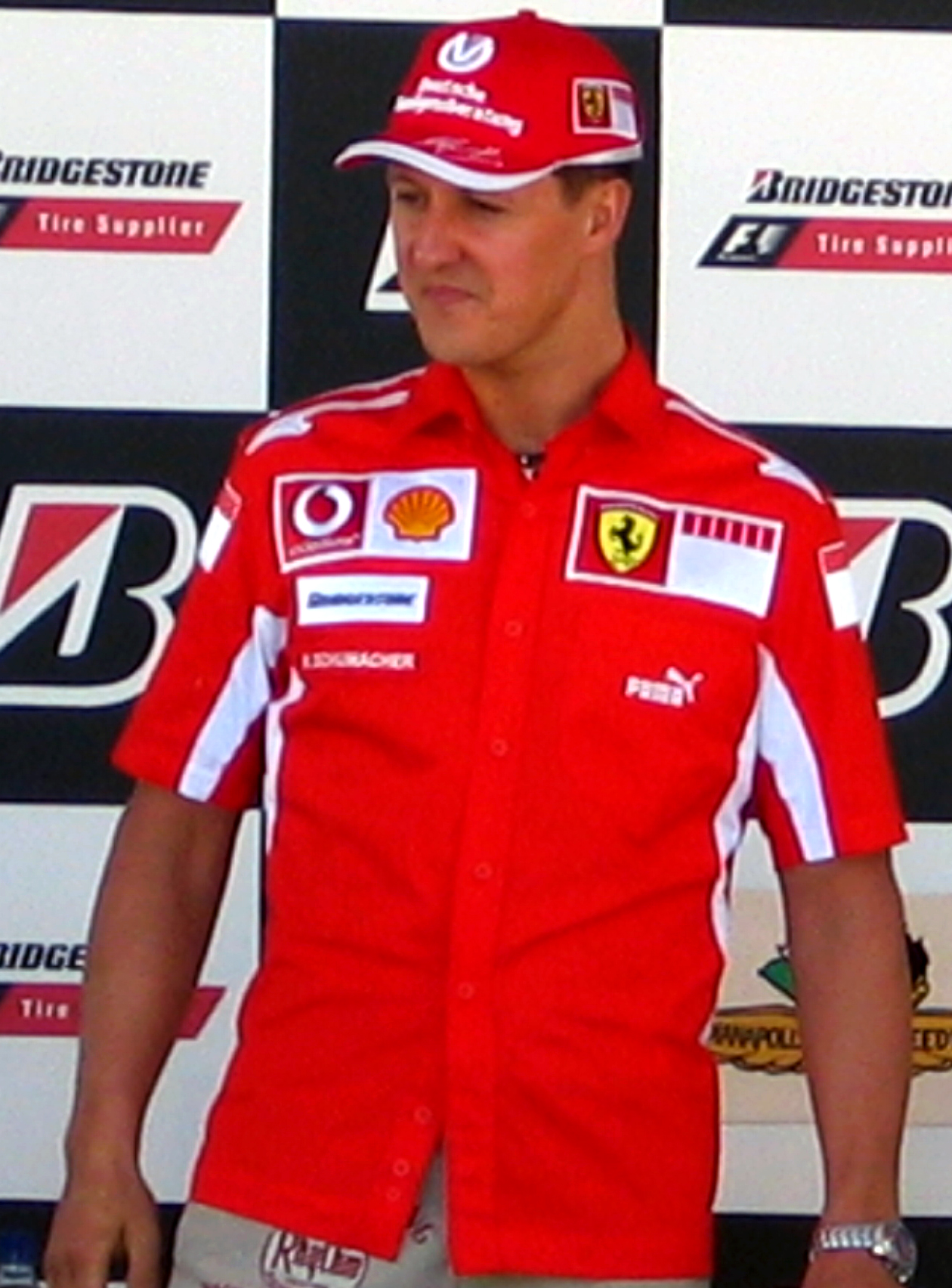
舒马赫在2005年美国大奖赛

在1989年国际汽联出台禁止使用涡轮增压发动机的规定之后，V10发动机便成为了最受欢迎的引擎构型，因为它可以在动力和燃油消耗两者中达成较好的平衡。从1998赛季起，所有车队都在他们的赛车中使用V10发动机。V12发动机虽然动力更为强劲但是燃油消耗过多，V8发动机刚好与之相反。
2000年，乔丹车队逐渐从前排消失，而威廉姆斯车队正与宝马展开合作以期复兴车队，而头名的竞争则更多的在米卡·哈基宁和迈克尔·舒马赫之间展开。自从20世纪90年代初期开始，法拉利就逐渐从谷底向上缓慢提升，终于在2000年取得了一个突破，舒马赫获得了该年度的车手世界冠军。舒马赫也成为自1979年获得世界冠军的朱迪·谢科特以来第一位获得车手世界冠军的法拉利车手。2001年，法拉利的表现奖围场内的其它车队远远抛在后面，舒马赫在全年16场比赛的第13场比赛即2001年匈牙利大奖赛中就赢得了该年度的车手世界冠军。这是截至舒马赫当年夺冠时，F1历史中获得车手世界冠军的第二快记录，仅次于奈杰尔·曼塞尔在1992赛季的成绩（曼赛尔在共有16场比赛的1992赛季中的第11场获得了世界冠军，舒马赫在2002年打破该项记录）。2002年，法拉利的成绩更为优异。法拉利车队赢下了除2002年马来西亚大奖赛和2002年摩纳哥大奖赛之外的所有15站的冠军。迈克尔·舒马赫的年终积分比第二、三名的总和还要高，此外，舒马赫还在全年所有的分站比赛中都登上了领奖台（舒马赫在2002年马来西亚大奖赛获得第三，其余比赛全部是前两名）。舒马赫在全年17场比赛中的第11场即2002年法国大奖赛就赢得了年度车手世界冠军，他成为了F1历史中最快获得车手世界冠军的车手。
2003年，尽管赛事规则进行了重大更改（例如采用新的积分系统）来防止法拉利再一次统治F1，但是舒马赫依然获得了该年度车手世界冠军。在该赛季，舒马赫、基米·莱科宁和胡安·帕布罗·蒙托亚对于冠军的争夺非常激烈，但是最终舒马赫占了上风，他在铃鹿赛道以两分的优势获得了年度车手世界冠军。2003赛季较2002赛季相比，法拉利车队与其它车队的气氛较为缓和，该赛季共有来自5家车队的8位不同的车手赢得过分站冠军（包括初次获胜的费尔南多·阿隆索，基米·莱科宁，詹卡洛·费斯切拉）。
2004年法拉利车队和舒马赫再一次统治了F1，轻松赢得车手和车队双料冠军。在最初的13场比赛中，舒马赫赢得了其中的12场比赛，这是F1史上最佳开局记录。巴林大奖赛在2004年4月首次亮相F1，中国大奖赛在9月首次亮相F1。很多人担心随着这些新赛事的加入，一些老的在欧洲的大奖赛，例如英国大奖赛可能要被剔除，但是赛事总数的提升暂时打消这些人的顾虑。根据伯尼·埃克莱斯顿的 说法，此举是为了增加F1的全球影响力，同时欧洲禁止烟草广告也是一个重要原因。 这一举动使得欧洲以外的大奖赛比赛数目占到全部比赛的一半左右，在除南极 洲，非洲，意外的所有大洲都有比赛，成为真正地“世界锦标赛”。2004年，迈克尔·舒马赫获得了他第七个车手世界冠军，舒马赫还保持着赢得最多分站冠军 的纪录（舒马赫共获得过91个分站冠军，略少于阿兰·普罗斯特的51个与艾尔顿·塞纳的41个之和）。
尽管法拉利的在该年统治了F1（赢下了18场比赛中的15场），但是由简森·巴顿领衔的英美车队给人留下了深刻的印象，虽然未能赢下一场比 赛，但是巴顿经常是比赛的第二名或者第三名，加上队友佐藤琢磨的努力，英美车队赢得了年度车队亚军。
福特公司决定在2004年年底从F1中撤出暴露一些小型车队的脆弱点，几个较小较为独立的使用福特引擎的车队发现他们的引擎提供将处于非常糟糕的状况。奥地利饮料公司红牛在2004年购买了美洲虎车队 。

## 2.4升V8引擎的改革、雷诺的崛起与“法迈大战”（2005--2008）
参见 2005赛季、2006赛季、2007赛季、2008赛季

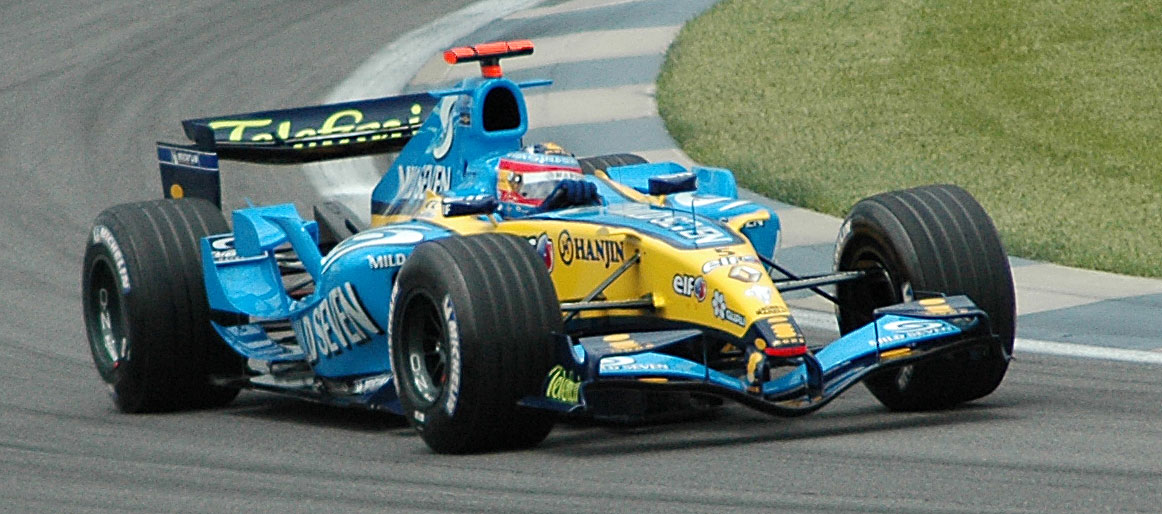
费尔南多·阿隆索代表雷诺车队参加2005年美国大奖赛

在2005年法拉利车队逐渐淡出人们的视线，雷诺车队在赛季早期处于统治地位，而迈凯伦车队在赛季的后半部分是最强的车队。虽然迈凯伦赢得了后7站比赛中的6站然而，但是他们在赛季初期糟糕的成绩使得他们并未战胜雷诺赢得该年度的车手和车队世界冠军。费尔南多·阿隆索成为了截至当时最年轻的世界冠军（刘易斯·汉密尔顿和塞巴斯蒂安·维特尔分别在2008和2010年刷新该记录）。一项统计数字可以证明这两家车队当时巨大的优势： 他们一起赢下了除了富有争议的美国大奖赛以外的所有比赛（两家车队并未参加美国大奖赛）。美国大奖赛也成为法拉利和舒马赫在这个赛季赢得的唯一一场比赛。
可以说，小型专业赛车车队最终消失于2005年9月，在这一月，红牛公司购买了米纳尔迪车队并将其更名为红牛二队（Scuderia Toro Rosso）。红牛还另成立一家独立的红牛车队。米德兰德钢铁公司在2005年购买了乔丹车队并该名为米德兰德车队。2005年6月，宝马购买了索伯车队的大部分股权使之作为一家厂商车队参加比赛。威廉姆斯车队因此停止了他们与宝马的合作伙伴关系，转而与考斯沃斯进行合作。从2006年开始厂商车队成为了F1参赛车队的主题，本田在稍后还购买了英美车队。
2005年标志着在一级方程式V10时代的结束。为了降低成本，赛车的配置在2000年被强制要求符合规则（虽然从1998年以来所有的车队都使用V10发动机，丰田甚至计划使用V12发动机）。在此期间，统计数字显示出雷诺和法拉利引擎的巨大优势，雷诺作为引擎供应商赢得六个车队冠军和五个车手冠军。法拉利在V10时代也获得了巨大成功，他们作为引擎供应商赢下了6个车队冠军和5个车手冠军。
2006年是最后一个拥有两家轮胎供应商（日本制造商普利司通和法国公司米其林）的赛季。2005年12月，国际汽联宣布从 2008赛季开始将只有一家轮胎供应商。五天后，米其林宣布2006赛季结束后将离开F1，这使得普利司通成为了唯一的轮胎供应商。

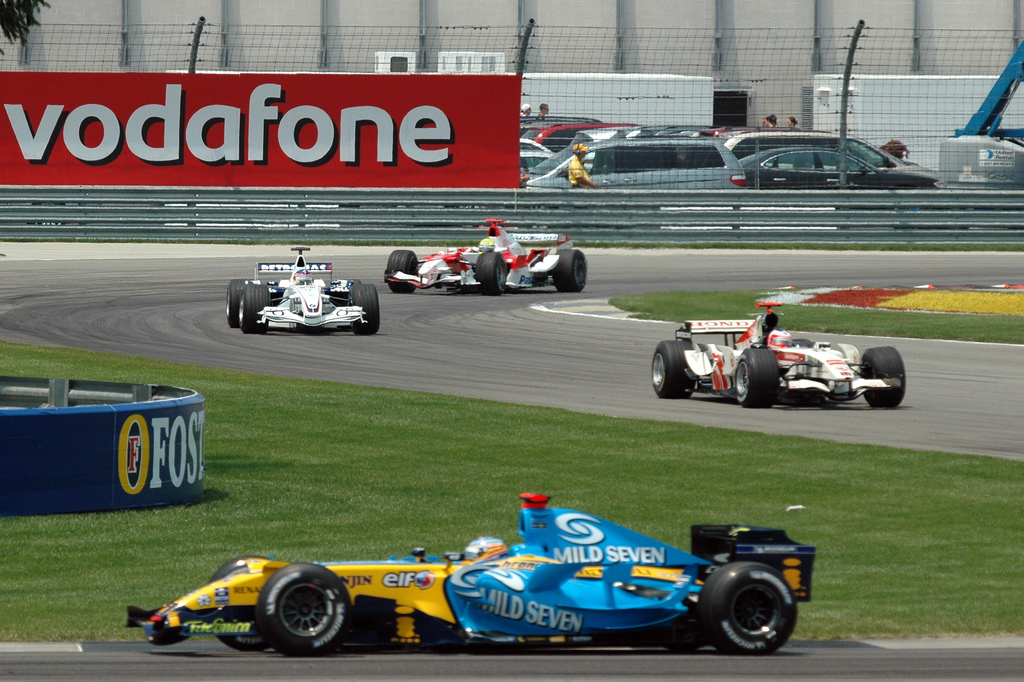
大型汽车制造商在F1比赛中扮演着越来越重要的地位。费尔南多·阿隆索（雷诺车队）在2006年美国大奖赛领先鲁本斯·巴里切罗（本田车队）、雅克·维伦纽夫（宝马-索伯车队）和拉尔夫·舒马赫（丰田车队）

雷诺和费尔南多·阿隆索在2006赛季初期再一次取得非常优秀的成绩。在赛季后半程法拉利表现出王者归来的气势，在意大利大奖赛时，舒马赫距离阿隆索仅有2分的差距。但是舒马赫在日本大奖赛上因为引擎故障退赛以及在巴西大奖赛中的故障连连使得阿隆索赢得了当年的车手冠军。
在2006年意大利大奖赛的赛后新闻发布会上，舒马赫宣布自己将在该赛季结束后退役震惊了车坛。
2007年迈 凯伦车队展现了非凡的竞争力。迈凯伦拥有卫冕世界冠军阿隆索和新秀刘易斯·汉密尔顿。汉密尔顿从第一站开始连续9站都登上领奖台震惊了所有人，也使得他跻 身车手世界冠军争夺者的行列之中。在赛季中，阿隆索与迈凯伦车队的关系逐渐恶化，他认为他应该在争夺世界冠军的路途中受到优待。汉密尔顿在中国和巴西犯的错误使得他失去了当年的世界冠军。但是阿隆索并未充分利用这些情况，法拉利车队的基米·莱科宁获得当年的车手世界冠军。
2007年，迈凯伦车队获得了当年的车队最高分，但是因为间谍门事件车队成绩被取消，法拉利成为当年的车队世界冠军。
2008年，迈凯伦和法拉利仍然是最具竞争力的车队。在经历了令人懊恼的2007赛季之后，汉密尔顿在2008年以一种戏剧化的方式赢得了概该年的车手世界冠军。在最后一站--巴西大奖赛的最后一圈，费利佩·马萨赢得了该场比赛并很有可能赢得车手世界冠军，但是汉密尔顿在最后一站非常戏剧化地超越了提摩·格洛克赢得车手世界冠军（格洛克在最后一圈的最后一个弯道冲出了赛道使得汉密尔顿名次上升一位锁定车手世界冠军）。

## 金融危机的厂队退潮、布朗GP奇迹与红牛－维特尔王朝（2009--2013）
参见2009赛季、2010赛季、2011赛季、2012赛季、2013赛季

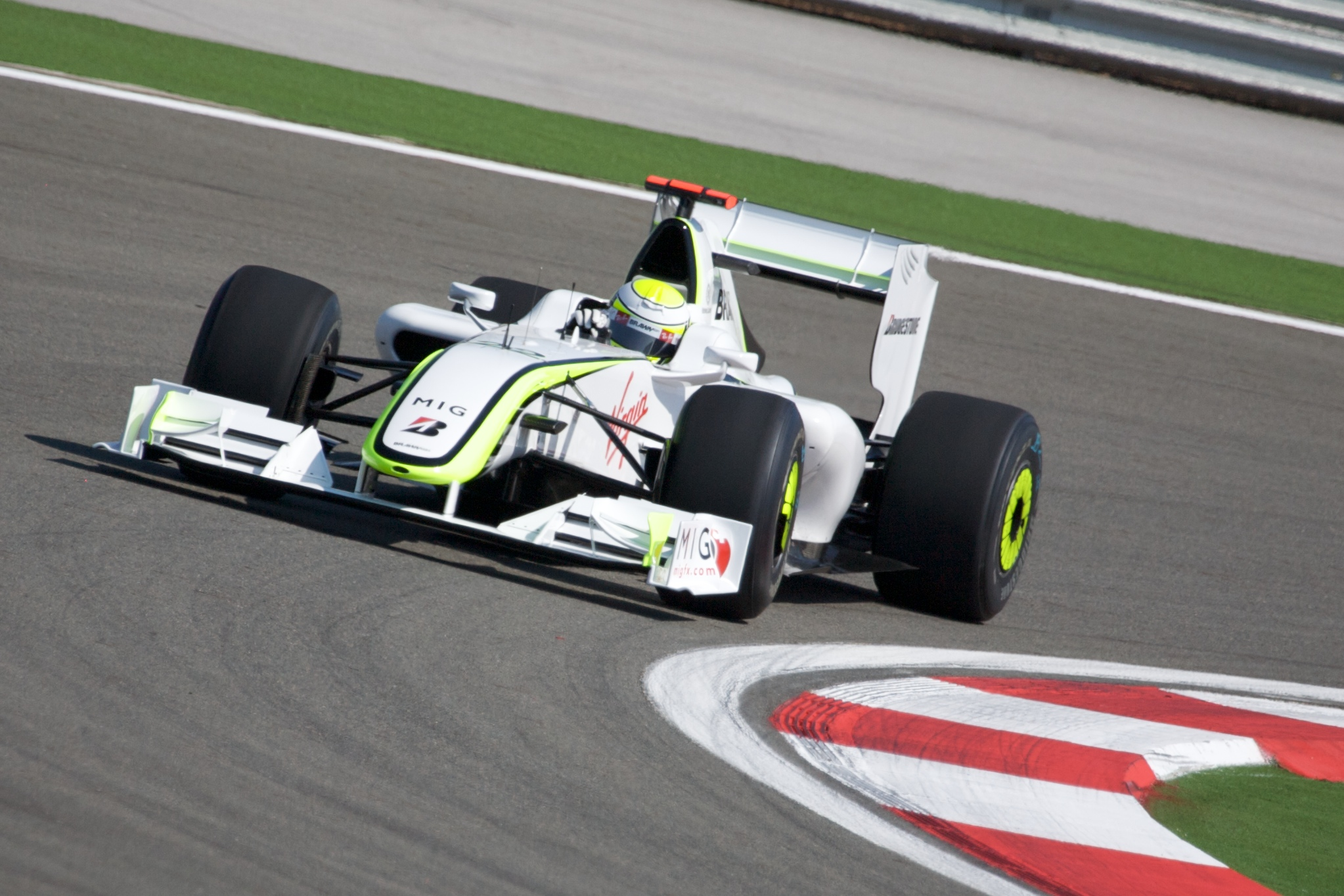
布朗GP车队于2009赛季赢得了参加的首赛季（亦是唯一一个赛季）的车手与车队总冠军。图为该车队于2009年巴西大奖赛的排位赛中的比赛情景。

21世纪以来，一级方程式的赛车逐渐变得非常复杂，也逐渐变得高效、可靠，以至于赛事中真正比拼车手技术的部分越来越少，因此2009赛季，国际汽联引入了许多新的规则（包括引擎的转速限制、可调整的前翼以及不成比例的尾翼）来鼓励比赛中的超车行为。2006赛季，赛车引擎的转速曾经飙升至20,000rpm（雷诺引擎和考斯沃斯引擎还要更多），而2007赛季起初限制转速不超过19,000rpm，2009-2013赛季引擎转速则被进一步限制为不超过18,000rpm。同时，这个时期的一级方程式引进的另一大重要的系统是动能回收系统（KERS）（不同于2014年启用的ERS），这是一个通过飞轮储存刹车时产生的能量，并在稍后使赛车的驱动系统提供额外加速度的系统。2009赛季一些有充足资金的车队在当年试用了这项新技术，但即使是这些车队的KERS系统也欠缺实用性，于是所有车队使用的KERS需要进行更大规模的研发，而没有任何车队做好了将KERS投入使用的准备。
2010年，一级方程式的规则再次迎来较大变化：赛中加油再次取消，同时，一种从车身前部吸入空气后定向吹往赛车后部特定部分的F-Duct系统在一些车队试用之后于该赛季内合法化。2011年，意在提升超车机会的可变尾翼（阻力减小系统，简称DRS）正式引入，操作机制是在练习赛、排位赛以及正赛里比赛开始/重启三圈后后车在特定测量点距离前车一秒或以内时，赛车/后车可以在一段直道的DRS区内按动按钮，尾翼的翼片便会变平，起到减小阻力和增加直道速度的效果。
就大环境而言，2008年金融危机同样影响到了许多车队的命运：本田车队、丰田车队及宝马（即宝马索伯车队）三大厂队在2008或2009赛季后均退出一级方程式，而其它仍留在一级方程式内的车队财务状况也不如以往。因此，更多的削减一级方程式的规则被引入了该赛事。起初有人提出了将引擎标准化的建议，但很快遭到各车队的否决。它们随即通过了自己提出的削减预算的方案，包括赛车测试时间的大幅缩减以及单个引擎和变速箱的里程的增加（即减少单赛季额定使用的引擎与变速箱总量）。
2009赛季，由前法拉利车队技术总监、本田车队领队罗斯·布朗收购退出一级方程式的本田车队而改立的布朗车队从季前赛开始就表现出色，在季前测试的第三和第四天都以大幅优势排名榜首。尽管他们并非唯一一个使用“双层扩散器”的车队（丰田车队与威廉姆斯车队均有这种设计），但他们的成绩远超另外两队，由英国车手简森·巴顿赢下了前7场大奖赛中的6场，并最终揽下了车手总冠军（简森·巴顿）与制造商总冠军。红牛车队在赛季后半段的表现也可称优异，赢下了最后3场大奖赛并在整个赛季取得了6场胜利，年轻的塞巴斯蒂安·维特尔最终获得车手亚军。在之前的2007和2008赛季中独占鳌头的迈凯轮车队和法拉利车队于本季表现一般，仅分别取得2场和1场胜利，分列积分榜第三和第四位；同样使用双层扩散器的丰田车队在本赛季最后一年参加一级方程式，拿下了5个领奖台（其中有2个亚军），最终位列积分榜第五位，以8个赛季未尝一胜而仅取得13个领奖台的成绩，就此告别一级方程式。
2010年，规则发生了很多改变。KERS系统和双层扩散器被禁止使用。但是在2010年赛季，还是有很多的创新技术被应用，例如F-管的引进。2010年发生的最大改变还是是积分系统的改变，由前八名分获10-8-6-5-4-3-2-1分改为前十名分获25-18-15-12-10-8-6-4-2-1分。

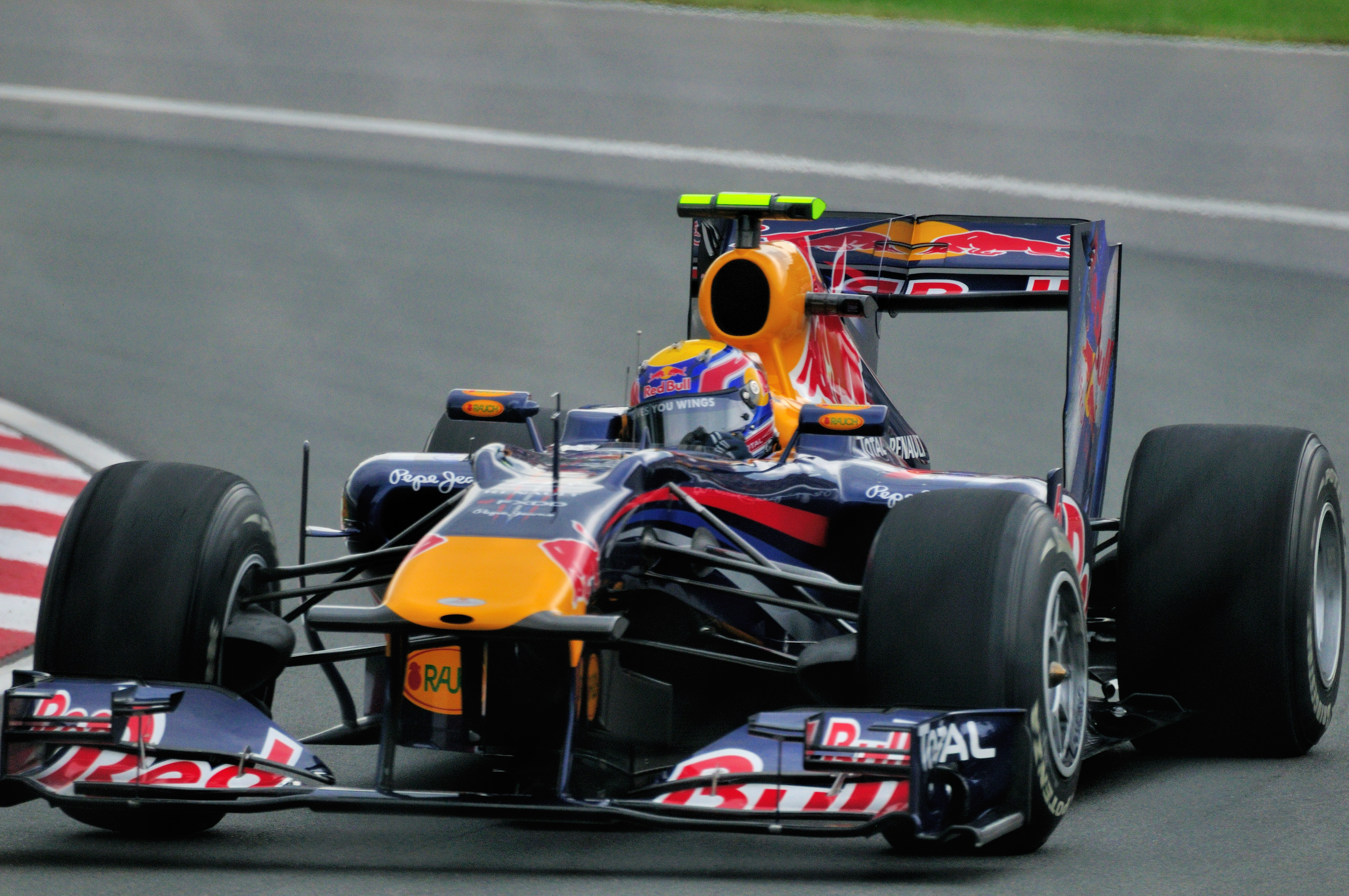
新的規則非常適合紅牛車隊，他們在取得亞軍後，在、和皆拿下冠軍。

红牛车队在2010年表现优异，主要归功于他们于2007年雇用的首席设计师亚德里安·纽维。红牛车队在倒数第二站--巴西大奖赛赢得了车队世界冠军，红牛车队车手塞巴斯蒂安·维特尔在最后一站--阿布扎比大奖赛赢 得了车手世界冠军。梅賽德斯GP（原 布朗GP）的成绩与2009年相比有巨大的差距，梅賽德斯当 时拥有七次世界冠军得主迈克尔·舒马赫和尼克·罗斯伯格。迈凯伦和法拉利2010赛季的表现较2009年更好，分别获得车队积分榜第二和第三。车手冠军的 争夺非常之激烈。在这个拥有最多分站（19站）的赛季的初期，车手看起来要归属于红牛车手维特尔或马克·韦伯，或者迈凯伦车手汉密尔顿或卫冕世界 冠军巴顿（也在迈凯伦）。但是，法拉利车手阿隆索在英国大奖赛之后狂揽47分使得他在比赛仅剩两场比赛时位居车手积分榜榜首。到最后一站--阿布扎比大奖赛时，有四位车手有可能获得车手世界冠军，分别是阿隆索、韦伯、 维特尔和汉密尔顿（按照积分顺序排列）。但是维特尔在阿布扎比获得冠军并最终赢得年度车手世界冠军。
在富有争议的2010年德国大奖赛之后（法拉利车队在赛事中怀疑使用车队指令，让积分榜较前的费尔南多·阿隆索胜出赛事），禁止使用车队指令的规定被废除。
2011年，F1的规则又发生了很多变化包括重新引入KERS系统，引入可变尾翼系统（DRS），倍耐力取代普利司通成为新一任轮胎供应商。维特尔与红牛车队在2011赛季的全程一直保持统治地位，维特尔在2011年日本大奖赛成为了最年轻的卫冕世界冠军。红牛车大会则在比赛倒数第四站--韩国大奖赛锁定车队世界冠军。迈凯伦和法拉利再一次成为车队积分榜第二、三名。巴顿获得车手亚军，而韦伯获得车手季军。维特尔在该赛季的比赛中赢下11场比赛，他还打破了单赛季最多杆位记录 （15） 中和单赛季最多积分记录(392)。
2012年初期，维特尔的表现并不优异，但是在连续赢得4场比赛的冠军之后便跻身车手冠军争夺者行列。最终，维特尔在最后一站--巴西站前已取得13分的优势。最终维特尔在巴西取得第6以3分的优势战胜了在巴西取得第2的阿隆索赢得了年度车手世界冠军。
2013年， 维特尔和红牛车队又一次地统治了整个围场，尤其在赛季后半程。从比利时大奖赛开始，红牛车队和维特尔就开始展示非凡的速度，维特尔赢下了之后所有的9场比 赛。红牛车队开发出一套可以提供牵引力控制的发动机工况系统（牵引力控制系统并不符合规则）。红牛车队和维特尔最终分别赢得了车队和车手世界冠军。

## 1.6升的涡轮增压引擎的引入与梅赛德斯AMG的王朝（2014--2021）
参见2014赛季、2015赛季、2016赛季、2017赛季、2018赛季、2019赛季、2020赛季、2021赛季
从2014赛季开始，所有参加一级方程式锦标赛的赛车将使用最高转速不超过15,000rpm的六汽缸单涡轮增压引擎。这将是一级方程式锦标赛自从1988年以来首次使用涡轮增压引擎，这也将是1995年以来一级方程式引擎规则最大幅度的更改。新的赛车规则亦会限制赛车的重量，最小值为642kg（1,415lb），最大值为690kg（1,521lb）。法拉利、梅賽德斯-奔驰以及雷诺继续提供符合新规则的引擎；而考斯沃斯不会进行2014赛季及以后的引擎研发，自此退出一级方程式。本田亦于2015赛季开始回归一级方程式，起初从2015赛季至2018赛季为迈凯伦车队提供引擎。新的涡轮增压引擎的动力预计降到600hp，而之前使用的V8引擎的马力为750hp；然而全新的动能回收系统（ERS）拥有两倍于之前使用的KERS之效果；全新的ERS会在它完全启用时给予车手相当于160hp的动力提升，而之前使用的KERS只有80hp。

旧一级方程式标志。（1994--2017）

新一级方程式标志。（2018-- ）

除了动力单元的革命性变更，该时期最重要的变动应是2017年时伯尼·埃克莱斯顿在执掌一级方程式逾40年之后，将一级方程式交给了美国的自由媒体集团。自由媒体接手一级方程式之后实行了一系列促进赛事商业推广的措施，其更改了一级方程式使用已久的正负形的“F1”标志，改为更扁平的“F1”字样（见图），同时邀请知名音乐人布莱恩·泰勒为一级方程式制作主题曲，从2018赛季开始更是与网飞合作推出剧集《一级方程式：极速求生》（Formula 1: Drive to Survive），该剧集尽管受到了许多争议，包括后来的世界冠军马克斯·维斯塔潘在内的人士都对剧集刻意的剧情渲染表达了强烈的反对，但客观上该剧集仍促进了一级方程式在互联网时代的推广。
2017赛季开始，一级方程式的赛车又进行了一些变动，主要见于变大变重的车身尺寸与重量、变矮和变宽的尾翼、变宽的前翼等。此外，2021赛季的新规则对赛车底板的空气动力学功能进行了较大幅度的削弱，此举通常被认为是意图削弱在该领域取得了较大领先的梅赛德斯AMG车队，也被认为间接促成了该赛季马克斯·维斯塔潘与刘易斯·汉密尔顿激烈的车手总冠军争夺，因为如果没有该规则的变动，红牛车队的红牛RB16B很难与由2020赛季的冠军赛车改版的梅赛德斯-AMG F1 W12 E Performance处于同一水平。
进入混合动力单元的时代之后，梅赛德斯AMG车队取得了统治级的成绩。在2014赛季至2020赛季期间，他们夺得了全部的车手总冠军和制造商总冠军，并赢下了共计106场比赛。其中，刘易斯·汉密尔顿当然是这个时期的王者，他赢下了这些比赛中的76场比赛，并共计获得了6次车手总冠军，使他的车手总冠军数来到了7次，胜场达到了95场（截至2020赛季末，目前胜场为103场），成为与2000年代封王的迈克尔·舒马赫齐名的历史级车手，另外，汉密尔顿儿时的好友、2013赛季至2016赛季的队友尼科·罗斯伯格在2016年获得了世界冠军，但随即意外退役。在2014赛季至2020赛季期间，只有当时效力法拉利车队的四届世界冠军塞巴斯蒂安·维特尔能够分别在2017赛季和2018赛季的前半程取得积分榜领先，一定程度撼动奔驰车队的统治地位。

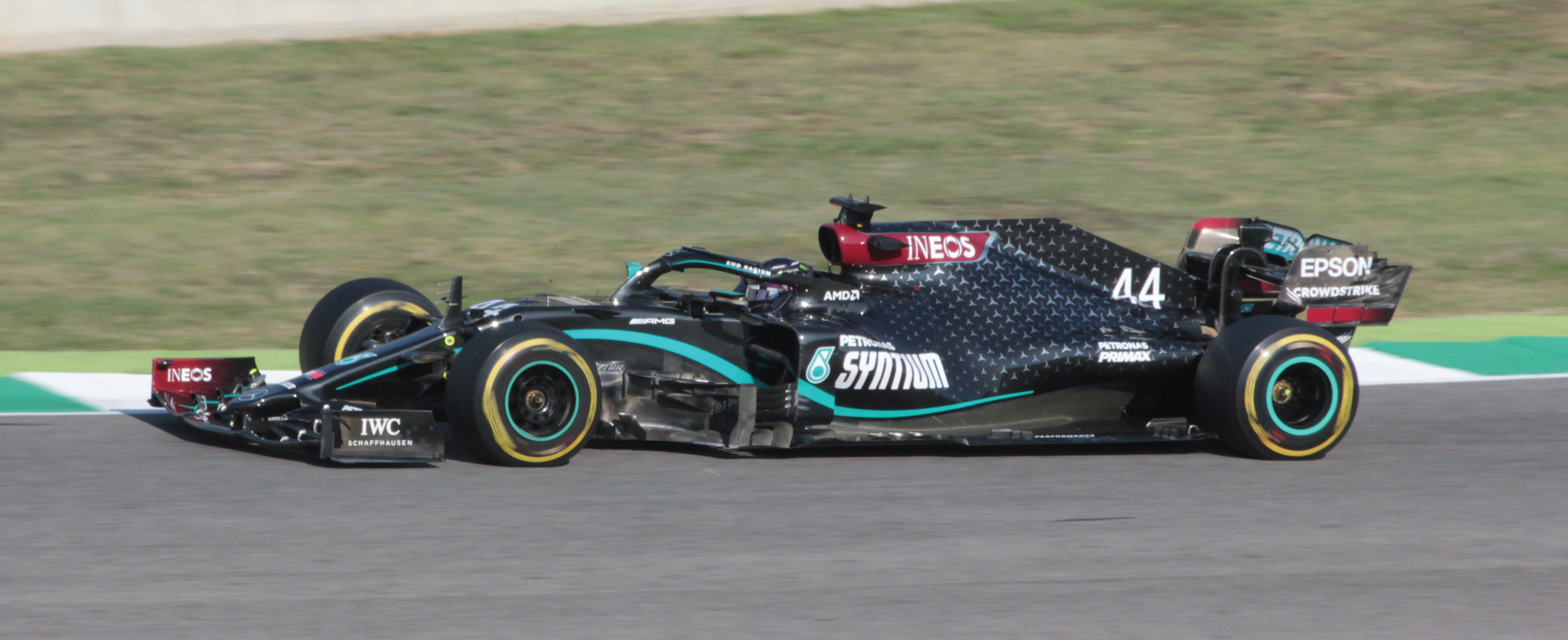
梅赛德斯AMG车队于2020赛季比赛的赛车梅赛德斯-AMG F1 W11 E Performance，该款赛车被认为是一款性能及统治力能与法拉利F2004比较的历史级赛车。

这一时期，除了汉密尔顿与维特尔之外，马克斯·维斯塔潘也是一位明星车手。他是前一级方程式车手乔斯·维斯塔潘的儿子，自小就在乔斯的严厉监管下努力成为一级方程式车手。马克斯于2014赛季在参加欧洲三级方程式的同时成为红牛二队的测试车手，2015赛季开始正式为红牛二队出赛，以17岁166天的年龄成为一级方程式历史上最年轻的出赛车手。2016赛季，在红牛车队的丹尼尔·科维亚特表现不佳的情况下，马克斯被提拔上一线队，从2016年西班牙大奖赛开始为红牛车队出赛。结果在这一场大奖赛中，受益于奔驰车队的两位车手汉密尔顿和罗斯伯格在第一圈即因二人缠斗双双退赛，马克斯最终顶住了身后法拉利车队的基米·莱科宁与塞巴斯蒂安·维特尔两位车手而获得了胜利，超越了同门师兄维特尔于2008年意大利大奖赛创造的纪录，成为了最年轻的大奖赛冠军。他的驾驶天分使得红牛车队于2018赛季和之后将大部分资源倾注于他而非队友身上，尽管这种安排加上他早年较为凶悍的驾驶风格，使他受到了一些争议，但马克斯仍在2016赛季至2020赛季间取得了10场大奖赛胜利，在梅赛德斯AMG车队统治的年代为红牛车队争得了可观的战绩。
2021赛季普遍被认为是这一时期最有观赏性的一个赛季，因维斯塔潘与汉密尔顿的车手总冠军争夺从赛季第一场大奖赛巴林大奖赛就已经全面开启：该场比赛中维斯塔潘一度超越汉密尔顿，但因超车过程中四轮完全不在赛道内而被要求交还位置。一直到赛季倒数第二场大奖赛沙特大奖赛后，获得冠军与最快圈速的汉密尔顿与获得该场比赛第二名的维斯塔潘积分完全相同，皆为369.5分。这也是自1974赛季以来第一次出现收官战之前，车手总冠军争夺者积分相同的情形。在收官战阿布扎比大奖赛中，第二位发车的汉密尔顿起步超越了杆位发车的维斯塔潘并逐渐拉开差距，唯由于维斯塔潘队友塞尔吉奥·佩雷兹的强硬防守及安东尼奥·吉奥维纳兹引发的虚拟安全车，汉密尔顿无法对维斯塔潘拉开绝对意义上的安全差距。比赛第53圈尼古拉斯·拉提菲引发安全车，维斯塔潘果断进站换上软胎，而汉密尔顿使用旧硬胎在赛道上继续坚持。比赛一度有可能由安全车带领冲线，如此汉密尔顿将获得第八个车手总冠军；但赛事总干事迈克尔·马西决定只放过维斯塔潘与汉密尔顿之间被套圈的慢车（而非通常做法的放过全部慢车）而在最后一圈重启比赛，使得维斯塔潘凭借轮胎优势轻松超越汉密尔顿，拿下个人生涯第一个车手总冠军。马西此举引发了全世界范围内车迷、评论员等各方人士间的巨大争议，马西本人不久后也被调离赛事总干事一职。

## 地面效应的回归与红牛的统治（2022--2025）
参见2022赛季、2023赛季、2024赛季、2025赛季
2019年，国际汽联宣布将于2021赛季进行规则的重大修改，主要变化就是重新引入地面效应以进一步降低跟车难度从而有利于更多超车的产生，提升一级方程式比赛的观赏性，但新冠肺炎于2020年初爆发，2020赛季的研发工作因此受到了巨大影响，因此各方同意将原本在2021赛季实施的新规则延后一年至2022赛季开始实施，故2022赛季成为了混动时代以降最大规模的规则变动之后的第一个赛季。
是次规则变更的最大亮点是解禁了自1983赛季之后就不允许使用的文丘里通道。在以前的赛车中，通过赛车的气流在尾部会变得紊乱，产生所谓“脏空气”，降低了后方赛车的下压力。2022年新款汽车利用地面效应产生下压力，促进了更紧密的比赛节奏，因其允许后方赛车更容易跟进牵扯，从而增加了每场比赛的超车次数。这种地面效应是通过使用底板本身产生下压力来实现的，而不是先前将空气向外或在汽车下方送入扩散器的做法。此外，新赛车去除了挡风板，并采用了带有更简单端板的更新的前翼，以降低空气动力学部件的复杂性，且前翼还需要直接连接到更高的鼻锥上。新规则的赛车尾翼也变得更高更宽，并且新规限制了车队利用流过赛车本身的空气来增加下压力的能力。此外，自2021赛季起实行的预算帽制度继续沿用，且车队可以对赛车进行空气动力学升级的数量减少，以进一步降低比赛成本。尽管新赛车使用了与上一代相同的1.6升涡轮增压V6混合动力发动机，但发动机还包括新的传感器和标准部件，增强了国际汽联监控动力装置的能力。发动机的燃料也发生了变化，2022赛季开始，燃料中生物成分的比例从前几年的5.75%增加到10%，转向E10（乙醇）燃料。此举旨在使一级方程式赛车更具可持续性，并更好地对接公路汽车燃油法规。
2022赛季，卫冕车手总冠军维斯塔潘所在的红牛车队结束了与本田的引擎合作，成立自己的动力单元部门，唯过渡期内仍然多聘用本田的技术人员。此外，该赛季中国车手周冠宇正式加盟阿尔法·罗密欧车队，从而使这个世界重要的汽车大国首次拥有一位参加一级方程式正赛、取得一级方程式积分的车手。该赛季的季前测试赛中，法拉利车队表现略优于红牛车队，而制造商卫冕冠军梅赛德斯AMG车队激进的“零侧箱”设计则未达预期。两位年岁相近的车手马克斯·维斯塔潘和夏尔·勒克莱尔在赛季初段难分高下，各自有过积分榜的领先，但从阿塞拜疆大奖赛维斯塔潘夺冠而勒克莱尔退赛之后，维斯塔潘便树立了统治级的优势，并最终在日本大奖赛后提前确定卫冕车手总冠军，红牛车队也在该站之后锁定制造商总冠军，是2013赛季之后的首次夺冠。
2023赛季，维斯塔潘更是势不可挡，全年22场比赛获得了19场胜利，其中包含11连胜，车手单赛季胜场数、胜率、车手连胜场数均创下了纪录；只有沙特大奖赛与阿塞拜疆大奖赛由队友塞尔吉奥·佩雷兹夺冠、新加坡大奖赛由法拉利车队的卡洛斯·塞恩斯在维斯塔潘之外取得过胜利。红牛车队取得了22场比赛中的21场胜利，同样创造制造商单赛季胜场数和胜率纪录。

## 腳註
1. ↑  雷诺车队在2011赛季至2015赛季使用路特斯的名称出赛，但原因并非完全出于金融危机，且雷诺在此期间仍向路特斯车队提供引擎。
2. ↑  由于国际汽联自2016年之后将出战一级方程式的最小年龄上调为18岁，因此在这条规则再次变更下调之前，马克斯·维斯塔潘的这项纪录理论上不可能再被打破。
3. ↑  但是，按照一级方程式比赛的积分规则，积分相同时胜场多的列前，由于维斯塔潘此时获得的9场胜利比汉密尔顿的8场胜利更多，因此此时维斯塔潘排名在汉密尔顿之前；同时，按照该规则，如果最后一站阿布扎比大奖赛二人都不得分、都获得2分（唯二可能出现积分仍然相同的情况），维斯塔潘将凭借这一优势获得车手总冠军。